# Björk
Vous lisez un « bon article » labellisé en 2024.
Pour les articles homonymes, voir Björk (homonymie) et Guðmundsdóttir.
Björk, de son nom complet Björk Guðmundsdóttir (/ˈpjœr̥k ˈkvʏðmʏntsˌtoʊhtɪr/ ), est une musicienne, chanteuse, autrice-compositrice-interprète, productrice et actrice islandaise, née le 21 novembre 1965 à Reykjavik.
Remarquée pour sa voix couvrant trois octaves et sa personnalité excentrique, elle a développé un style musical éclectique au cours de ses quatre décennies de carrière, s'inspirant des musiques électronique, pop, punk, jazz, alternative, expérimentale, trip hop, classique, traditionnelle et avant-gardiste. Considérée comme « La Reine de la pop expérimentale », elle est l'une des pionnières les plus influentes des musiques électronique et expérimentale.
Björk commence sa carrière musicale à l'âge de 11 ans puis participe à plusieurs groupes. Sa renommée internationale commence à 21 ans en tant que chanteuse du groupe de rock alternatif The Sugarcubes. Après la séparation du groupe en 1992, la chanteuse commence sa carrière solo avec l'album Debut  en 1993. Il est suivi par Post (1995), Homogenic (1997), Vespertine (2001), Medúlla (2004), Volta (2007), Biophilia (2011), Vulnicura (2015), Utopia (2017) et Fossora (2022). Ses albums sont marqués par de nombreuses collaborations et des influences musicales variées.
Plusieurs albums de Björk ont atteint le top 20 de l'US Billboard 200. En 2015, son total de disques vendus à travers le monde est estimé à plus de 20 millions d'exemplaires. Trente-et-un de ses singles ont atteint le top 40 dans différents pays, dont vingt-deux rien qu'au Royaume-Uni, à l'instar de titres comme It's Oh So Quiet, Hyperballad, Venus as a Boy, Army of Me ou encore Bachelorette. Les différentes distinctions reçues au cours de sa carrière incluent l'ordre du Faucon, l'ordre du Mérite, cinq Brit Awards et seize nominations aux Grammy Awards. Par ailleurs, elle fait partie de la liste du Time 100 des cent personnalités les plus influentes au monde en 2015 et Rolling Stone la désigne en 2023 comme étant la 60e « plus grande chanteuse » et la 81e « plus grande compositrice ».
Björk a joué dans quelques films dont Dancer in the Dark (2000) de Lars von Trier, pour lequel elle remporte le prix d'interprétation féminine au Festival de Cannes 2000 et est nommée pour l'Oscar de la meilleure chanson originale pour I've Seen It All.
Artiste engagée, Björk défend par exemple des causes environnementales en Islande.

## Biographie

### Enfance et premiers groupes (1965-1984)

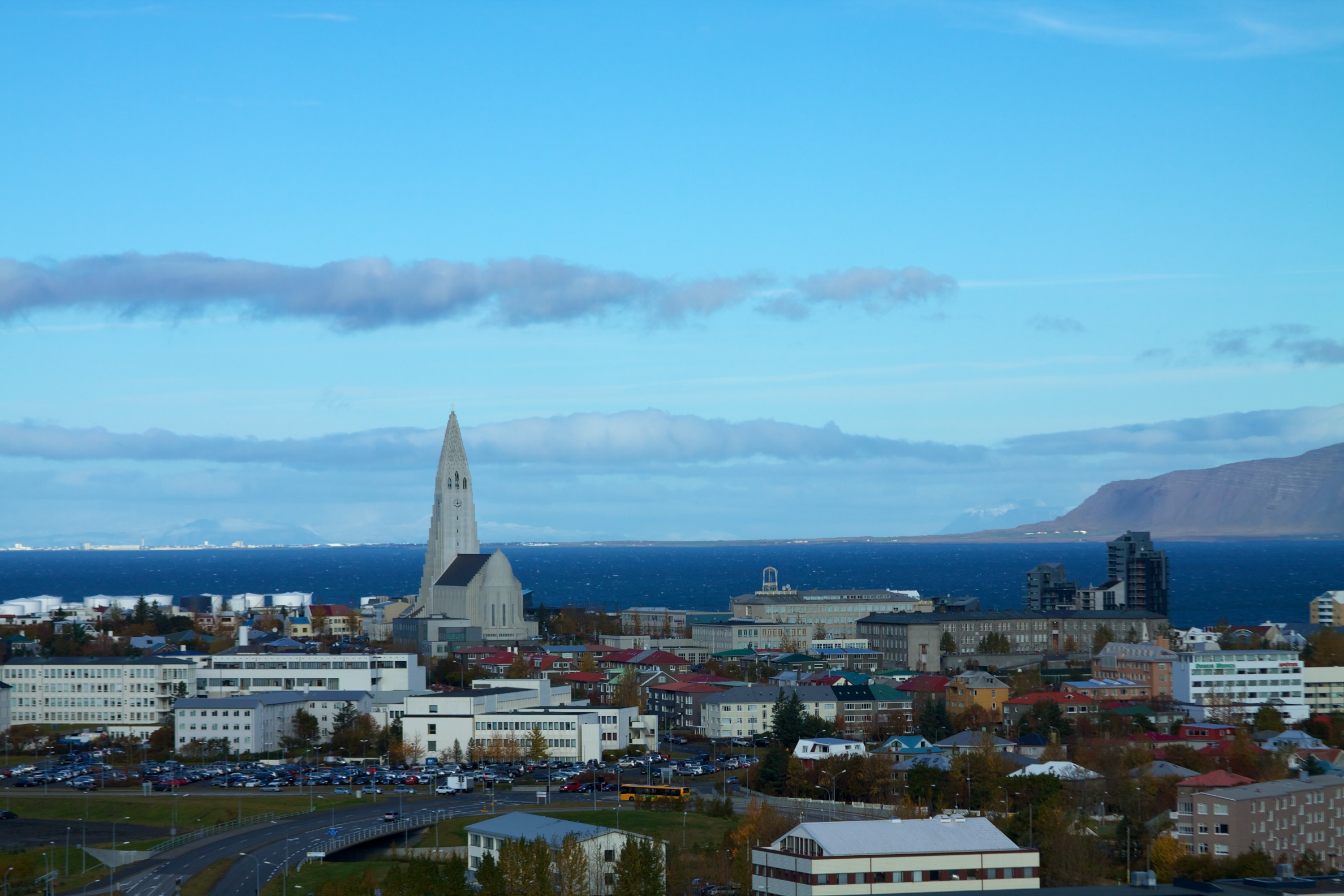
Reykjavik, ville de naissance de la chanteuse.

Björk Guðmundsdóttir est née le 21 novembre 1965 à Reykjavik où elle grandit aux côtés de sa mère, la militante Hildur Rúna Hauksdóttir (1946-2018) qui proteste contre le développement de la centrale hydroélectrique islandaise de Kárahnjúkar, et de son père Guðmundur Gunnarsson, un dirigeant syndical et électricien. Elle a également trois frères et trois sœurs. Ses parents divorcent à sa naissance et la jeune Björk déménage avec sa mère dans une communauté intentionnelle hippie,,. Son beau-père est Sævar Árnason, l'ancien guitariste du groupe Pops. Björk déclare « Mon arbre généalogique remonte sur 1 200 ans et on n'y trouve que des Islandais », mais sa mère évoque une lointaine ancêtre irlandaise. À six ans, elle s'inscrit au Barnamúsíkskóli de Reykjavik, une école de musique où elle étudie le piano et la flûte et découvre de grands compositeurs comme Jean-Sébastien Bach, Gustav Mahler et Claude Debussy, mais elle développe un goût pour la musique d'avant-garde de Karlheinz Stockhausen ou d'Arnold Schönberg,. La chanteuse commence dès lors à créer de la musique à partir des ronflements de son grand-père,. Après un récital scolaire au cours duquel elle chante I Love to Love de Tina Charles, ses professeurs décident d'envoyer un enregistrement de la chanson à la station de radio RÚV, alors seule station de radio islandaise. L'enregistrement est diffusé au niveau national et un représentant de la maison de disques Fálkinn, après l'avoir entendu, propose à Björk un contrat d'enregistrement. Elle enregistre à 11 ans avec l'aide de son beau-père son premier album Björk qui sort en Islande en décembre 1977. Il est tiré à 5 000 exemplaires et devient disque d'or dans son pays. Il contient des reprises en islandais (dont une chanson des Beatles, Fool on the Hill, qui devient Alfur Út Úr Hól) et quelques compositions de la jeune chanteuse.
Son adolescence est marquée par la diffusion de la musique punk rock en Islande. À cette période elle forme le groupe punk entièrement féminin Spit and Snot. En 1980, elle forme un groupe de jazz fusion, Exodus, en collaboration avec le groupe JAM80, et obtient en même temps son diplôme de l'école de musique. En 1982, elle forme avec le bassiste Jakob Magnússon un autre groupe, Tappi Tíkarrass (qui peut se traduire par « Bouche le cul de la salope » en français). Ensemble ils sortent l'EP Bitið fast í vitið en août 1982 puis l'album Miranda en décembre 1983. Le groupe est présenté dans le cadre du documentaire Rokk í Reykjavík où Björk fait la couverture de la VHS,. À peu près à la même époque, Björk rencontre le guitariste Eldon Jónsson et le groupe Medusa, qui comprend également le poète Sjón, avec qui elle entame une très longue collaboration et forme le groupe Rokka Rokka Drum. Elle décrit son passage au sein de Medusa comme « une magnifique université organique D.I.Y. : fertilité extrême ! ».
Björk apparaît en tant qu'artiste sur Afi, un morceau du disque Örugglega de Björgvin Gíslason en 1983.

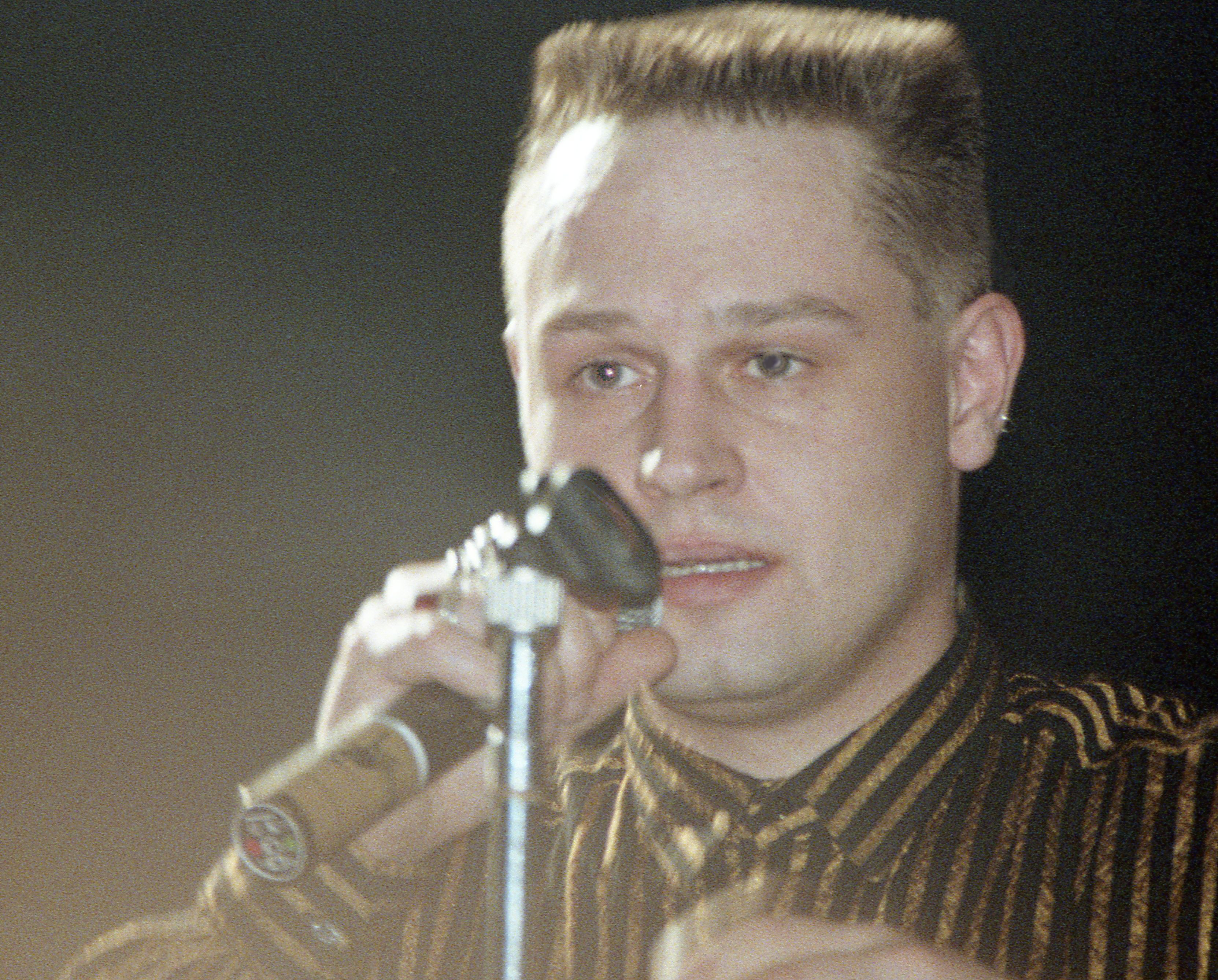
Einar Örn Benediktsson devient le principal collaborateur de Björk durant la période de Kukl et des Sugarcubes.

En raison de l'arrêt imminent de l'émission de radio Áfangar, deux présentateurs, Ásmundur Jónsson et Guðni Rúnar, demandent à des musiciens de jouer en direct pour la dernière radiodiffusion. Björk se joint à Einar Melax (du groupe Fan Houtens Kókó), Einar Örn Benediktsson (de Purrkur Pillnikk), Guðlaugur Kristinn Óttarsson et Sigtryggur Baldursson (de Þeyr), et Birgir Mogensen (de Spilafífl) pour participer au concert. Au cours de cette expérience, le groupe étoffe une musique influencée par le rock gothique et Björk commence à développer sa façon de chanter — ponctuée de hurlements et de cris. La nouvelle formation se produit durant le concert sous le nom de Gott kvöld, puis décide de continuer sous le nom de Kukl (signifiant « sorcellerie » en islandais). Une connaissance de Björk leur donne accès à son studio pour enregistrer et sortir leur premier single en 1983. Leur première grande performance a lieu lors d'un festival en Islande où ils sont présentés par le groupe punk anarchiste britannique Crass, dont la maison de disques, Crass Records, leur offre un contrat d'enregistrement. The Eye sort en 1984, suivi d'une tournée de deux mois en Europe, qui comprend une performance au Festival de Roskilde au Danemark, ce qui fait de Kukl le premier groupe islandais à jouer au festival,. Pendant cette période, Björk publie en 1984 Um Úrnat frá Björk, un livre de poèmes coloriés à la main.
Le deuxième album de Kukl, Holidays in Europe (The Naughty Nought), sort en 1986 peu de temps avant la séparation du groupe en raison de conflits personnels. Björk continue de collaborer avec Guðlaugur dans une formation appelée Elgar Sisters et certaines des chansons enregistrées finissent en faces B des singles solos de la chanteuse,.

### The Sugarcubes et projets parallèles (1985-1992)

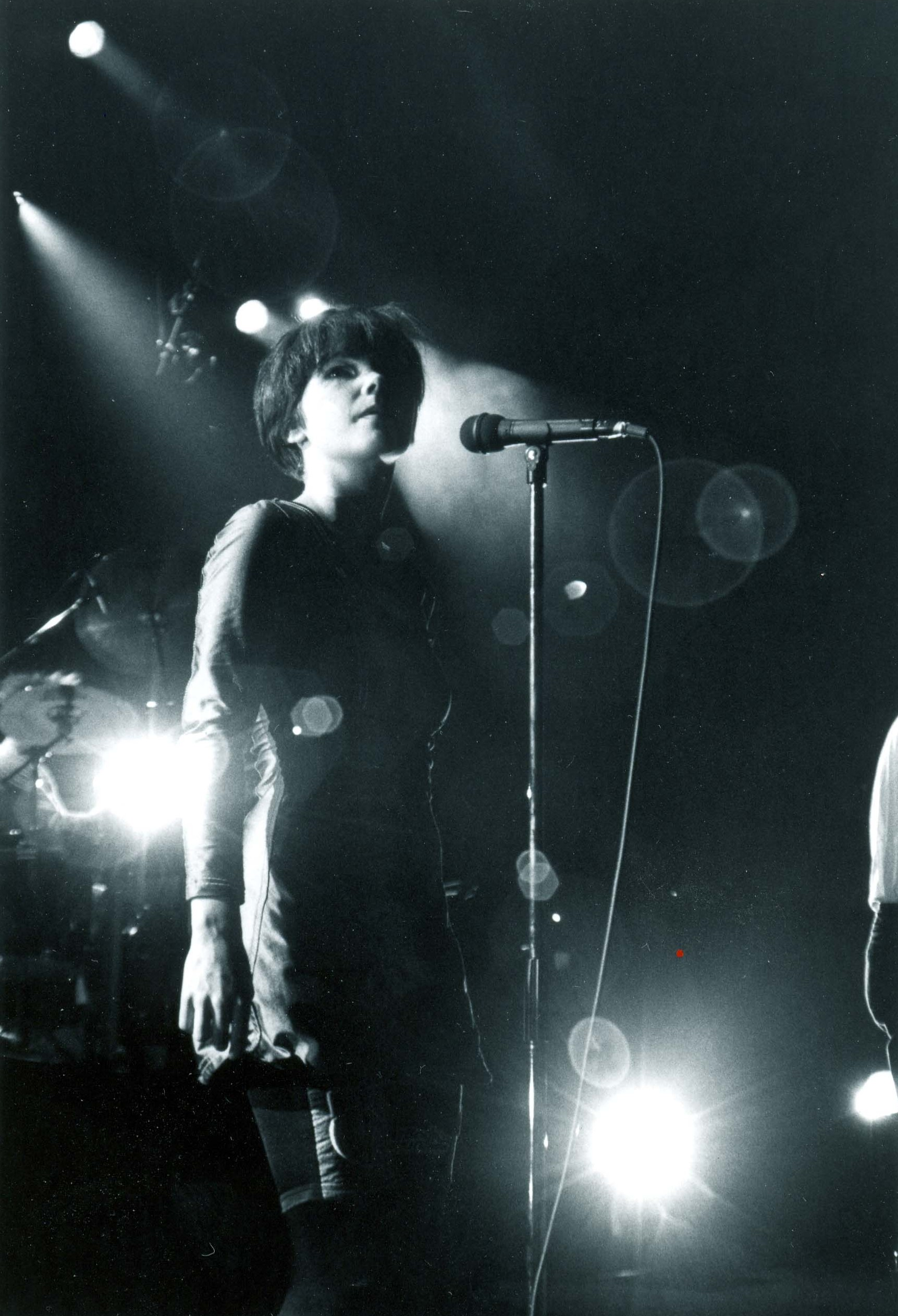
Björk en concert avec The Sugarcubes au Japon en 1992.

En 1986, Björk joue son premier rôle dans le film à petit budget Quand nous étions sorcières réalisé par Nietzchka Keene, dont l'histoire s'inspire du conte du genévrier des frères Grimm. La chanteuse y incarne le personnage de Margit, une jeune fille dont la mère a été tuée car elle pratiquait la sorcellerie. La première du film a lieu en 1991 au festival du film de Sundance et ne sort en France qu'en 2019,.
La même année, Einar Örn et Eldon, ancien membre du groupe Kukl, forment le collectif artistique Smekkleysa qui a pour but d'être à la fois un label et une maison d'édition de livres,. Plusieurs amis, notamment Melax et Sigtryggur de Kukl, ainsi que Bragi Ólafsson et Friðrik Erlingson de Purrkur Pillnikk, se joignent au sein du collectif et forment un nouveau groupe dans le seul but est de gagner de l'argent. Ils s'appellent d'abord Þukl, mais la publicité les présente sous le nom de leur ancien groupe : Kukl. Lors d'un concert en soutien au groupe islandais Stuðmenn, ils se nomment Sykurmolarnir (« Sugarcubes » en anglais). Leur premier single, Einn mol'á mann, sort le 21 novembre 1986 et est accompagné par les chansons Ammæli (Birthday) et Köttur (Cat).
À la fin de l'année 1986, repéré par le label One Little Indian, le groupe se renomme The Sugarcubes et devient vite, à son époque, le groupe islandais le plus célèbre au monde. Leur premier single en anglais, Birthday, sort au Royaume-Uni le 17 août 1987 ; une semaine plus tard, il est déclaré single de la semaine par Melody Maker. Les Sugarcubes signent également un contrat de distribution avec Elektra Records aux États-Unis et enregistrent leur premier album, Life's Too Good, qui sort en 1988. Le mensuel rock le plus important de la fin des années 1980 Best met le groupe en couverture et publie un article de plusieurs pages sur eux : « À mi-chemin entre l'Europe et l'Amérique, leur rock sans renier Siouxsie [and the Banshees] et les B-52's, [fait] souffler une incomparable fraîcheur d'alcool de menthe sur nos sens blasés, par la monotonie d'une production techno-uniforme et sans surprise ». Après la sortie de l'album, Eldon et Björk divorcent peu après la naissance de leur enfant, tout en continuant à jouer dans le groupe. L'album se vend à plus d'un million d'exemplaires dans le monde. Björk participe en tant que choriste aux albums de Megas : Loftmynd (1987), Höfuðlausnir (1988) et Hættuleg hljómsveit & glæpakvendið Stella (1990).
Au cours du dernier trimestre de 1988, les Sugarcubes effectuent une tournée en Amérique du Nord qui est bien accueillie. Le 15 octobre, le groupe participe à l'émission Saturday Night Live. Björk interprète seule la chanson de Noël Jólakötturinn sur la compilation Hvít Er Borg Og Bær. Le groupe interrompt sa carrière à la suite du manque d'accueil de Here Today, Tomorrow Next Week ! (1989) et de la longue tournée internationale le promouvant. Lors de cette période, Björk commence à travailler sur ses projets solo. En 1990, elle fait les chœurs sur Gums de Bless. La même année, elle enregistre Gling-Gló, un album de standard du jazz chanté en islandais, avec le groupe de jazz Tríó Guðmundar Ingólfssonar. Il est l'album de la chanteuse qui s'est le plus vendu dans son pays natal jusqu'en 2011,. Björk fait également les chœurs sur l'album ex:el de 808 State, avec qui elle cultive son intérêt pour la house music. Elle chante sur les chansons Qmart et Ooops, qui sort en single au Royaume-Uni en 1991. Elle chante également sur la chanson Falling, sur l'album Island de Current 93 et d'Hilmar Örn Hilmarsson. La même année, elle rencontre le harpiste Corky Hale, avec qui elle fait une session d'enregistrement qui aboutit à un titre sur son futur album Debut.
À ce moment, Björk décide de quitter le groupe pour poursuivre sa carrière solo après avoir réalisé le troisième album des Sugarcubes qui sort en 1992 sous le nom de Stick Around for Joy, et la tournée promotionnelle que le contrat du groupe prévoyait. Björk participe à deux morceaux de la bande originale du film Remote Control (connu sous le nom de Sódóma Reykjavík en Islande). Les Sugarcubes se séparent après avoir donné un dernier concert à Reykjavik en 1992 et le magazine Rolling Stone les qualifie de « plus grand groupe de rock à émerger d'Islande ».

### DebutetPost(1993-1996)

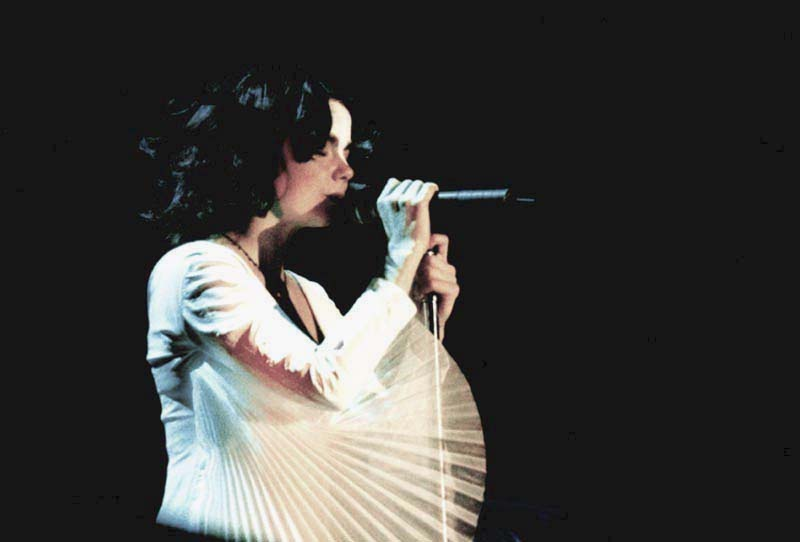
Björk lance sa carrière avec deux premiers albums influencés par la musique pop et électronique.

En 1993, Björk s'installe à Londres pour poursuivre sa carrière en solo. Elle y travaille avec Nellee Hooper, producteur de Massive Attack, et le joueur de tablas Talvin Singh. Leur collaboration aboutit au premier succès international de la chanteuse en solo, Human Behaviour, un morceau dansant basé sur un rythme de guitare samplé à partir de Go Down Dying d'Antônio Carlos Jobim,. Dans la plupart des pays la chanson passe peu à la radio mais finit par gagner en popularité à la suite de la diffusion de son clip, réalisé par Michel Gondry qui devient très vite un collaborateur fréquent de Björk, sur MTV. Ce clip est nommé dans la catégorie « Best Music Video-Short Form » aux Grammy Awards de 1994. Son premier album solo, Debut, sort le 5 juillet 1993 et reçoit de nombreuses critiques positives ; il est nommé album de l'année par le magazine NME et devient disque de platine aux États-Unis. Debut représente un pas en avant dans la carrière de Björk, qui lors de son adolescence et du début de sa vingtaine était connue comme chanteuse dans de nombreux groupes ; ainsi le titre de l'album signifie le début de quelque chose de nouveau. Debut contient un mélange de chansons que Björk a écrites depuis son adolescence, ainsi que des titres plus récents écrit avec Hooper. L'album s'oriente vers de la dance music, de la house music et varie dans son instrumentation. Un des singles de l'album, Venus as a Boy, comporte un arrangement de cordes influencé par Bollywood. Elle reprend le standard du jazz Like Someone in Love accompagné à la harpe, et la dernière chanson, The Anchor Song, est chantée avec un ensemble de saxophones,.
Lors de la cérémonie des Brit Awards de 1994 Björk interprète une version minimaliste de la chanson (I Can't Get No) Satisfaction des Rolling Stones en compagnie de la chanteuse de rock alternatif britannique PJ Harvey, et remporte les prix de la « meilleure artiste solo féminine internationale » et « révélation internationale ». Le succès de Debut (comptant 350 000 exemplaires vendus en France et plus de 4 millions dans le monde) lui permet de collaborer avec de nombreux artistes. Elle travaille avec David Arnold sur Play Dead, le thème du film The Young Americans de 1993 (qui est présent en tant que titre bonus sur une réédition de Debut), participe à deux chansons pour l'album Nearly God de Tricky, apparaît sur le titre Lilith de l'album Not for Threes de Plaid et coécrit la chanson Bedtime Story pour l'album du même nom de Madonna en 1994. Björk joue également la même année un rôle non crédité de mannequin dans le film Prêt-à-Porter de 1994.
Dès 1994, Björk retourne en studio pour composer et enregistrer Post en collaboration avec Nelle Hooper, Tricky, Graham Massey (du groupe 808 State) et le producteur de musique électronique Howie Bernstein. Assuré par le succès de Debut, Björk continue à rechercher des sons différents et s'intéresse particulièrement à la danse et à la techno. Les productions de Tricky et Howie B apportent également des sons de type trip hop/électronique sur des morceaux comme Possibly Maybe et Enjoy,. L'influence de ces producteurs et de son ami Graham Massey inspire à Björk des titres aux rythmes industriels comme Army of Me. It's Oh So Quiet, la reprise du titre de Betty Hutton qui devient le plus grand succès de la chanteuse, a beaucoup participé à stimuler les ventes de l'album. Puis, en novembre 1996, paraît un album de remix des titres de Post, intitulé Telegram, qui contient un titre inédit réalisé en collaboration avec Evelyn Glennie : My Spine.
Le disque sort le 7 juin 1995, et rencontre un succès considérable. Il est classé à la 7e place de la liste des « 90 meilleurs albums des années 90 » et en 75e place dans la liste des « 100 meilleurs albums entre 1985 et 2005 » du magazine Spin,,. Post et Homogenic, son successeur, sont placés par la suite dans la liste des « meilleurs albums des années 90 » de Pitchfork Media, respectivement en 21e et 20e place,. En 2003, le magazine Rolling Stone classe l'album en 376e place de sa la liste des « 500 plus grands albums de tous les temps ». Pendant cette période, la presse exalte l'excentricité de Björk en renvoyant d'elle une image de « lutin », un qualificatif qu'elle affronte par la suite avec ses nouveaux albums. Ses clips vidéos lui permettent de toucher un plus large public, ce qui permet à Post de classer plusieurs de ses singles au Royaume-Uni et d'obtenir un disque de platine aux États-Unis. De plus, l'opus et le single It's Oh So Quiet reçoivent une nomination chacun à la 38e cérémonie des Grammy Awards. Björk contribue à l'album collaboratif d'Hector Zazou, Chansons des mers froides (1995), en interprétant la chanson traditionnelle islandaise Vísur Vatnsenda-Rósu. En 1996, la chanteuse interpréte le Pierrot lunaire du compositeur autrichien Arnold Schönberg, avec l'orchestre de l'opéra de Lyon dirigé par Kent Nagano, au Verbier Festival en Suisse. Elle refuse de faire enregistrer la prestation afin de laisser la vedette aux chanteuses spécialisées dans ce répertoire,.

### HomogenicetDancer in the Dark(1997-2000)

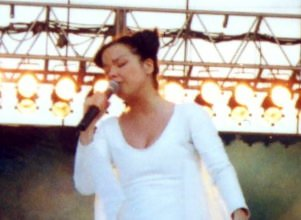
Björk en concert au festival Ruisrock, en 1998 à Ruissalo.

Après une longue tournée en 1996, la chanteuse décide de rentrer chez elle à Maida Vale à Londres avec le besoin urgent d'écrire de nouvelles chansons. Elle invite alors l'ingénieur du son Markus Dravs à travailler avec elle dans son studio. Le rythme du processus de création est freiné car Björk échappe à un attentat, la police londonienne ayant intercepté un colis piégé à l'acide qu'un fan lui avait destiné, ce qui génère chez les médias un vif intérêt pour la chanteuse qui décide de quitter Londres pour s'installer en Espagne afin d'enregistrer en toute intimité une grande partie d'Homogenic, qui voit le jour le 20 septembre 1997,.
Björk travaille avec les producteurs Mark Bell de LFO et Howie B, ainsi qu'avec Eumir Deodato. Homogenic est considéré comme l'une des œuvres les plus expérimentales et extraverties de Björk, avec des rythmes éléctroniques qui reflètent le paysage de l'Islande, allant des poétiques paysages enneigés aux chaotiques paysages volcaniques, notamment avec la chanson Jóga qui fusionne un ensemble de cordes avec des beats électroniques rock. Björk déclare que pour Homogenic, elle n'a gardé que les « trois bruits essentiels, les trois bruits qui existent depuis la nuit des temps — les plus forts : la respiration, le cœur qui bat et les nerfs qui frémissent » afin de créer un album islandais. Pour ses textes Björk commence à écrire de manière plus personnelle, déclarant : « J'ai réalisé que j'étais arrivée au bout de mon extraversion. Je devais rentrer chez moi et me chercher à nouveau ». Avec cet album, la chanteuse rompt avec l'image « elfique » qu'on lui a donnée afin de montrer l'image d'une femme mature, que cela soit par le biais de ses textes, de ses compositions et de la pochette d'album la montrant comme une geisha futuriste.
L'album est certifiédisque d'or dans six pays dont les États-Unis, le Canada, le Royaume-Uni et le Japon, et devient disque de platine en Europe. L'album est soutenu par plusieurs singles, Jóga, Bachelorette, Hunter, Alarm Call et All Is Full of Love , dont les vidéoclips sont diffusés sur MTV. Les clips de Bachelorette et d'All Is Full of Love, réalisés respectivement par Michel Gondry et par Chris Cunningham, recevront chacun une nomination aux Grammy Awards. Cette dernière chanson devient le premier single DVD à sortir aux États-Unis, ce qui ouvre la voie à d'autres artistes dans l'inclusion des vidéos et d'autres éléments multimédia dans leurs singles.

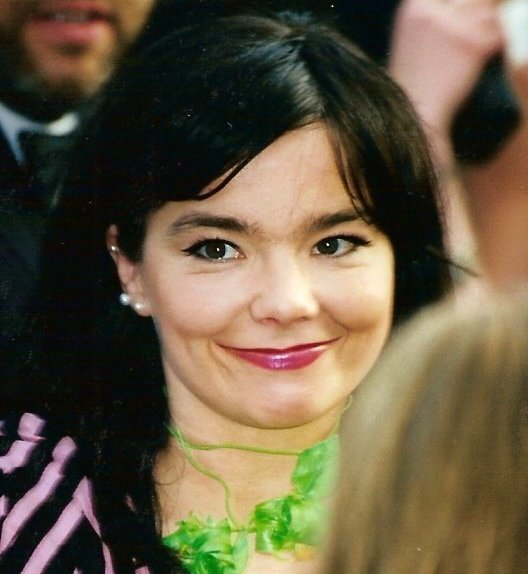
Björk lors de la présentation de Dancer in the Dark au Festival de Cannes 2000.

En 1999, le réalisateur Lars von Trier demande à Björk d'écrire et de produire la musique de son prochain film Dancer in the Dark, une comédie musicale dramatique sur une jeune émigrée tchèque et mère célibataire nommée Selma qui, sur le point de devenir aveugle, s'évertue à réunir les fonds nécessaires afin de payer l'opération qui permettra à son fils, atteint de la même infirmité, d'y échapper. Le réalisateur Lars von Trier lui demande finalement d'envisager de jouer le rôle de Selma, proposition que Björk refuse à plusieurs reprises. Celle-ci finit par accepter car le réalisateur menace de laisser tomber le film et la bande originale déjà entièrement composée par la chanteuse,. Le tournage commence début 1999 et le film est présenté en 2000 au 53e Festival de Cannes. Le film reçoit la Palme d'or et Björk obtient le Prix d'interprétation féminine pour son rôle. La chanteuse rapporte que le tournage et la vie de plateau lui ont été très désagréables ainsi que fatigants physiquement et émotionnellement au point qu'elle s'est juré de ne plus jamais jouer. En effet, le tournage est marqué par de nombreux conflits entre elle et le réalisateur. L'actrice française Catherine Deneuve, avec qui la chanteuse partage l'affiche, explique que « c'était une épreuve pour elle de se retrouver devant tout ce monde. Björk ne jouait pas, elle se contentait d'être. Parfois, elle ne supportait plus la pression que lui imposait de vivre ainsi son rôle et elle fuguait comme une écolière. Bien sûr, j'étais parfois déroutée, découragée. Je l'ai beaucoup protégée. Elle est unique et, je pense, extrêmement timide, elle est habituée à travailler dans un univers intime ». Malgré les problèmes occasionnés par le tournage, Björk déclare plus tard avoir toujours voulu faire une comédie musicale dans sa vie, et que cela s'est réalisé avec Dancer in the Dark. La bande originale qu'elle a créée pour le film est sortie sous le titre Selmasongs. L'album comprend un duo avec Thom Yorke de Radiohead intitulé I've Seen It All, qui est nommé pour l'Oscar de la meilleure chanson originale et est interprété aux Oscars 2001, sans Yorke, dans la « robe-cygne » conçue par Marjan Pejoski. En 2017, à la suite du mouvement MeToo, Björk déclare avoir été harcelée sexuellement par le réalisateur lors du tournage.

### Vespertine et Greatest Hits(2001-2003)

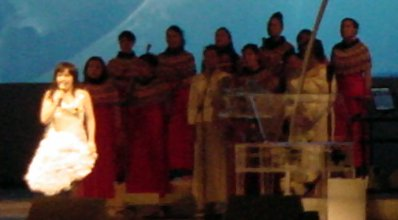
La chanteuse s'entoure pour le Vespertine World Tour de Matmos, Zeena Parkins, un chœur inuit et un orchestre.

En 2001, Björk publie Vespertine, qui initialement devait s'appeler Domestica, un album intimiste et introverti abordant des thèmes personnels, comme la vulnérabilité et la sexualité, fait de microbeats, réalisés avec des sons du foyer, d'un orchestre à cordes, de boîtes à musique, d'un chœur et chanté de manière très douce. Pour cet album, Björk collabore avec le groupe expérimental Matmos, le DJ danois Thomas Knak et la harpiste Zeena Parkins,. Les paroles trouvent diverses sources d'inspiration, notamment chez le poète américain E. E. Cummings pour la chanson Sun In My Mouth, du cinéaste indépendant américain Harmony Korine et l'avant-dernière pièce de la dramaturge anglaise Sarah Kane : Manque,,. Pour la promotion de Vespertine, elle se rapproche de nouveaux collaborateurs comme les graphistes de M/M (Paris) ou le duo de photographes Inez Van Lamsweerde et Vinhood Matadin. Pour coïncider avec la sortie de l'album, un livre éponyme de prose et de photographies est publié. Björk se lance dans le Vespertine World Tour. Les concerts ont lieu dans des théâtres et des opéras afin d'avoir « la meilleure acoustique possible ». Elle s'accompagne de Matmos, Parkins et un chœur inuit, qu'elle avait rencontré lors d'un voyage au Groenland avant la tournée. Vespertine devient à sa sortie l'album de Björk qui s'est vendu le plus rapidement à ce jour, avec deux millions d'exemplaires écoulés à la fin de l'année 2001,.
Trois singles sont extraits de l'album : Hidden Place, Pagan Poetry et Cocoon. Le clip vidéo de Pagan Poetry, réalisé par Nick Knight, connaît à sa sortie un niveau de controverse élevé sur MTV en raison d'images crues montrant des piercings, des scènes de rapports sexuels non simulés tirés de séquences personnelles de la chanteuse, et Björk s'exposant seins nus,,. À cause de son contenu le clip se voit interdit d'antenne sur la chaîne. En 2002, il est diffusé en version non censurée dans le cadre d'une émission spéciale de fin de soirée sur MTV2 intitulée « Les 20 vidéos musicales les plus controversées ». Le clip de Cocoon met en scène Björk dans un body moulant, lui donnant l'impression d'être nue, et ses tétons sécrètent un fil rouge qui finit par l'envelopper dans un cocon. La vidéo est réalisée par l'artiste japonaise Eiko Ishioka et est également interdite par MTV. La même année, Björk est invitée à enregistrer Gollum's Song pour le film Le Seigneur des Anneaux : Les Deux Tours, mais elle décline l'invitation en raison de sa grossesse ; la chanson est alors enregistrée par une autre Islandaise, Emilíana Torrini.

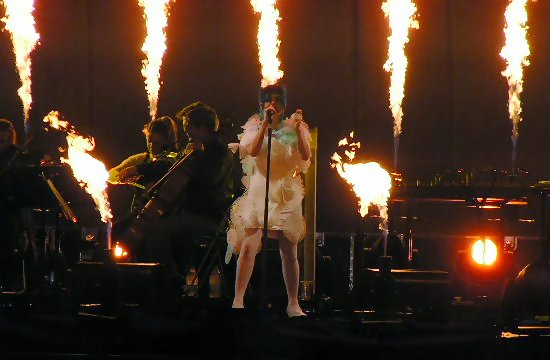
Björk au Fuji Rock Festival, au Japon, en 2003.

En 2002 sort le coffret Family Tree proposant une sélection de nombreux titres restés inédits (comme Mother Heroïc) ainsi que des versions inédites de ses morceaux (comme une version de Birthday des Sugarcubes, chantée en islandais, ou encore Fulgar un titre de Kukl), y compris son travail avec le Quatuor Brodsky. En parallèle à ce coffret, est édité Greatest Hits, une rétrospective de ses dix années de carrière solo, à laquelle s'ajoute le titre inédit It's In Our Hands qui se classe en 37e place des charts britanniques. Les morceaux sont choisis par les fans eux-mêmes, par le biais d'un vote organisé sur le site Internet de la chanteuse. Greatest Hits sort aussi en version DVD, sous le titre de Greatest Hits, Volumen 1993-2003, et regroupe l'ensemble de sa vidéographie. Sur ce DVD figure le clip réalisé par Lynn Fox pour Nature Is Ancient, ainsi que le clip de Spike Jonze pour It's In Our Hands, où elle apparaît enceinte. Elle donne naissance à sa fille Isadora Bjarkardottir Barney le 3 octobre 2002. Björk et le Quatuor Brodsky enregistrent en 2001 Prayer of the Heart, une composition écrite pour elle par le compositeur John Tavener, qui est joué en 2003 pour une exposition de la photographe américaine Nan Goldin . Toujours en 2003, sort le coffret Live Box, composé de quatre CD contenant des enregistrements live de ses albums précédents et d'un DVD contenant une vidéo d'un titre de chaque CD. Chacun des quatre disques est ensuite publié séparément à un prix réduit.

### MedúllaetDrawing Restraint 9(2004-2006)

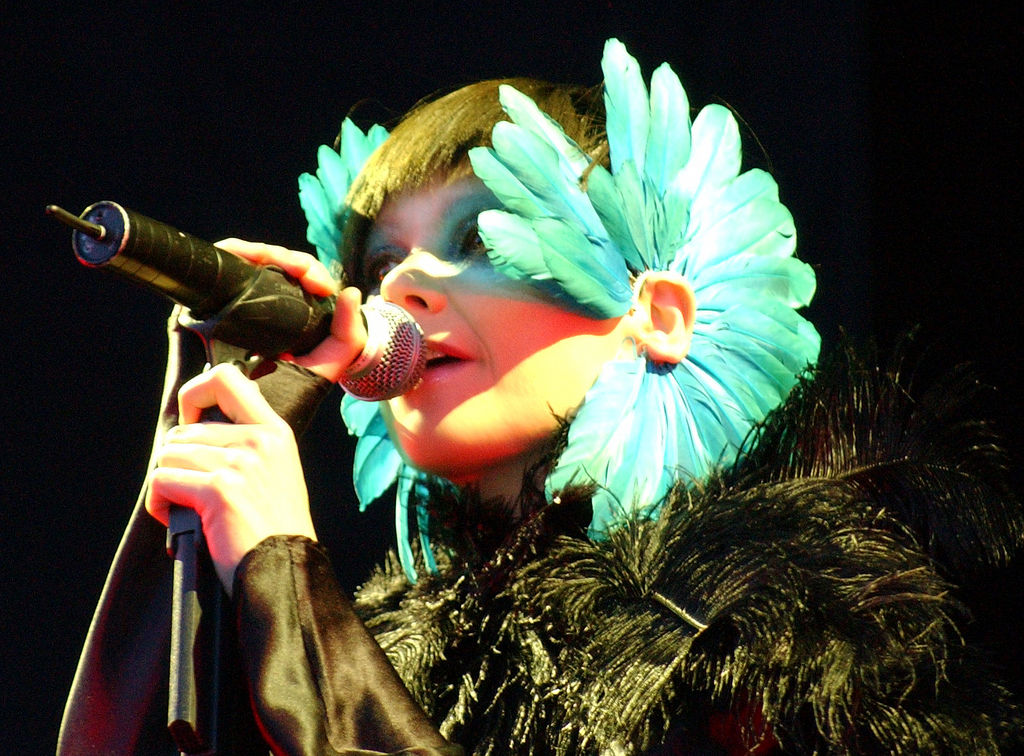
Björk en 2003 lors d'un concert en Allemagne.

Le 30 août 2004, Björk sort Medúlla (signifiant « moelle » en latin). Au moment de sa conception, Björk décide que l'album serait entièrement fait de voix humaine (bien que parfois manipulée et déformée). Cette intention initiale est modifiée, bien que la majorité des sons de l'album soit créée par des chanteurs, afin de pouvoir inclure une programmation électronique et occasionnellement quelques instruments de musique. Björk fait appel aux talents vocaux de la chanteuse inuite Tanya Tagaq, du beatboxer hip hop Rahzel, du beatboxer japonais Dokaka, du rockeur avant-gardiste Mike Patton, du batteur/chanteur de Soft Machine Robert Wyatt et de plusieurs chorales,. Elle s'approprie à nouveau un texte d'E. E. Cummings pour la chanson Sonnets/Unrealities XI. La chanteuse de R'n'B Beyoncé doit apparaître sur l'album, mais la collaboration ne peut pas se faire en raison de problèmes d'emplois du temps. À sa sortie, Medúlla devient son album le mieux classé aux États-Unis, atteignant la 14e place. Cet album constitue une rupture dans la carrière d'une chanteuse qui jusque-là s'accompagnait toujours de formations musicales petites ou grandes, allant de l'octuor à l'orchestre symphonique. La chanteuse avoue lors de diverses interviews s'attendre à un refus du public face à ce changement radical. Au contraire, son album s'est finalement beaucoup vendu.
Le même mois que la publication de l'album, Björk interprète la chanson Oceania lors de la cérémonie d'ouverture des Jeux olympiques d'été de 2004 à Athènes. La performance est marquée par le déploiement de sa robe sur 900 m2 afin de révéler une carte du monde couvrant tous les athlètes olympiques et des images du clip, réalisé par Lynn Fox, sont diffusées sur écran géant. Cette chanson est écrite spécialement pour l'occasion et fait appel aux talents du beatboxer Shlomo et d'un chœur londonien. Peu de temps après, une version alternative de la chanson circule sur Internet avec des chants supplémentaires réalisé par Kelis. Cette version figure à l'origine sur le single promotionnel Oceania, diffusé sur les ondes radio, et devient plus tard accessible au public en tant que face B du single Who Is It qui est suivi début 2005 par Triumph of a Heart, ces deux singles se classent respectivement à la 26e place et à la 31e place des charts britannique,. Fin 2004, une vidéo pour le potentiel single, Where Is the Line, est filmée en collaboration avec l'artiste islandaise Gabríela Friðriksdóttir. Il s'agit à l'origine d'une séquence d'un film d'installation artistique des deux artistes, mais celui-ci est uniquement publiée sur le DVD Medúlla Videos.
En dehors de quelques représentations, aucune tournée n'est programmée pour promouvoir Medúlla. En juin 2004, elle explique dans une interview pour le magazine Rolling Stone qu'« à chaque album que j'ai fait, au moment où je le terminais, j'étais encore très inspirée, et je pensais pouvoir réaliser encore un album en cinq minutes ; alors, je voulais juste savoir si c'était seulement une fantaisie ou si c'était vrai ». De plus, la chanteuse déclare qu'il aurait été  trop difficile de jouer les chansons en live.

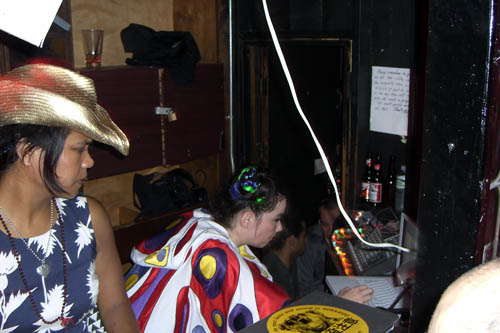
Björk DJ en 2006.

En 2005, Björk collabore avec son partenaire Matthew Barney sur le film d'art expérimental Drawing Restraint 9, une exploration sans dialogue de la culture japonaise. Le couple apparaît dans le film, jouant deux invités occidentaux sur un baleinier industriel japonais qui se transforment finalement en deux baleines. Elle est responsable de la bande originale du film, sa deuxième après Selmasongs. Le film est réalisé à l'occasion du 60e anniversaire commémorant les bombardements atomiques d'Hiroshima et Nagasaki. Björk y utilise des instruments traditionnels japonais. Drawing Restraint 9 contient une chanson interprétée de nombreuses fois en concert et qui, jusque là, n'avait donné d'autres titre que Nameless avant d'être nommée Storm dans l'album.
Björk apparaît également dans le documentaire Screaming Masterpiece (2005), qui se penche sur la scène musicale islandaise. Le film présente des images d'archives des Sugarcubes et de Tappi Tíkarrass, ainsi qu'une conversation avec la chanteuse. La même année, elle reçoit le « Inspiration Awards » lors des Annual Q Magazine Awards en octobre 2005, des mains de Robert Wyatt, avec qui elle a collaboré sur Medúlla. En 2006, Björk est nommée aux BRIT Awards dans la catégorie « meilleure artiste solo féminine internationale » et fait remasteriser en Dolby Digital 5.1 surround sound ses trois premiers albums studio solo (Debut, Post, Homogenic), ses deux bandes originales (Selmasongs et Drawing Restraint 9) pour publier sa discographie dans le coffret Surrounded, sorti le 27 juin 2006. Vespertine et Medúlla étant déjà disponibles en 5.1 sous forme de DVD-A ou de SACD sont également inclus dans le coffret dans un format reconditionné. Les DualDiscs sont également sortis séparément. L'ancien groupe de Björk, les Sugarcubes, se reforme exceptionnellement pour un concert unique à Reykjavik le 17 novembre 2006. Les bénéfices du concert sont reversés à l'ancien label du groupe, Smekkleysa, qui, selon le communiqué de presse de Björk, « continue à travailler sans but lucratif pour l'amélioration future de la musique islandaise ».

### Volta(2007-2010)

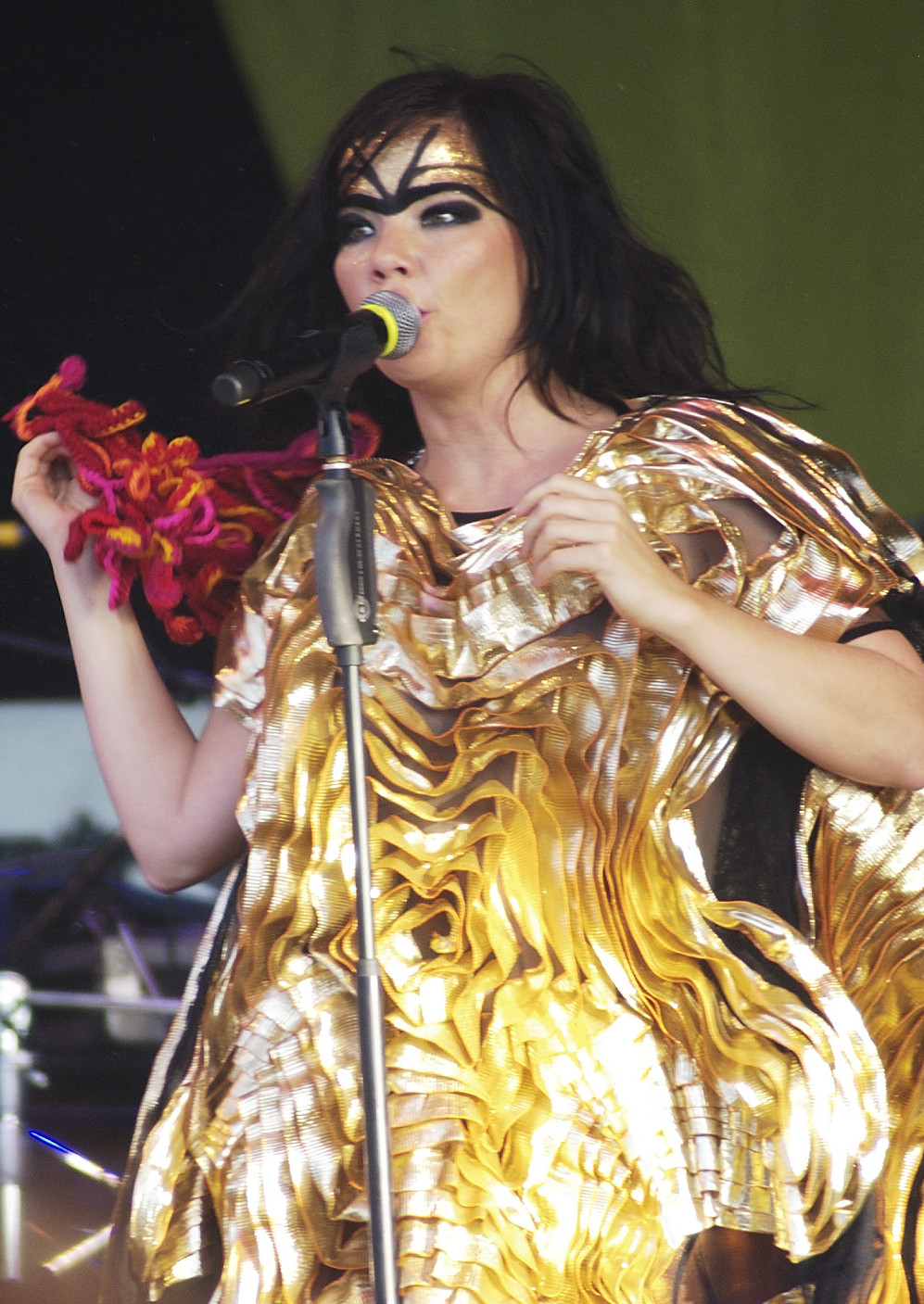
Björk lors du Big Day Out à Melbourne en 2008.

En 2007, Björk reprend la chanson The Boho Dance de Joni Mitchell pour l'album A Tribute to Joni Mitchell. Le réalisateur et ancien collaborateur de la chanteuse Michel Gondry lui propose de jouer dans son film La Science des rêves. Son rôle est ensuite donné à Charlotte Gainsbourg à la suite d'un refus de la chanteuse. La même année la chanteuse prête sa voix au personnage d'Anna Young dans le film d'animation islandais Anna and the Moods (2007) de Gunar Karlsson, aux côtés de Terry Jones et Damon Albarn,.
Son sixième album studio, Volta, sort le 1er mai 2007. L'album bénéficie de la contribution du producteur de musique hip-hop Timbaland aux percussions et arrangements musicaux, de la chanteuse Anohni du groupe Antony and the Johnsons pour les morceaux The Dull Flame of Desire et My Juvenile, du poète Sjón, du programmeur de rythmes électroniques Mark Bell, du maître de la kora Toumani Diabaté, du groupe congolais de mbira Konono N°1, du joueur de pipa Min Xiao-Fen et, sur plusieurs chansons, d'un ensemble islandais de cuivres exclusivement féminin,,. L'album utilise également le Reactable, un nouveau synthétiseur à « interface tangible » de l'Universitat Pompeu Fabra de Barcelone, qui est joué sur Volta par Damian Taylor. L'album est enregistré au Studio 4 du Manhattan Center Studios, en Islande et en Jamaïque.
Le premier single de l'album, Earth Intruders, sort en version numérique le 9 avril 2007 accompagné d'un clip réalisé par Michel Ocelot, connu pour des films d'animation comme Azur et Asmar ou Kirikou et la Sorcière, et devient la deuxième entrée de la chanteuse au Billboard Hot 100 aux États-Unis. Volta débute à la 9e place du Billboard 200 albums, devenant ainsi son premier album à se classer dans le top 10 américains, avec 43 000 exemplaires vendus en une semaine. L'album atteint également la 3e place des charts français avec 20 600 albums vendus la semaine de sa sortie et la 7e place des charts britanniques avec 20 456 exemplaires vendus. Le deuxième single de l'album, Innocence, sort le 23 juillet accompagné d'un clip vidéo choisi à l'issue d'un concours organisé sur le site officiel de la chanteuse. Le 1er janvier 2008, Declare Independence sort dans un coffret comprenant deux vinyles 12", un CD et un DVD contenant le clip réalisé par Michel Gondry,. Wanderlust sort dans un format similaire, avec un court-métrage réalisé par Encyclopedia Pictura tourné en 3D stéréoscopique. Le cinquième single de l'album est The Dull Flame of Desire interprété avec Anohni.

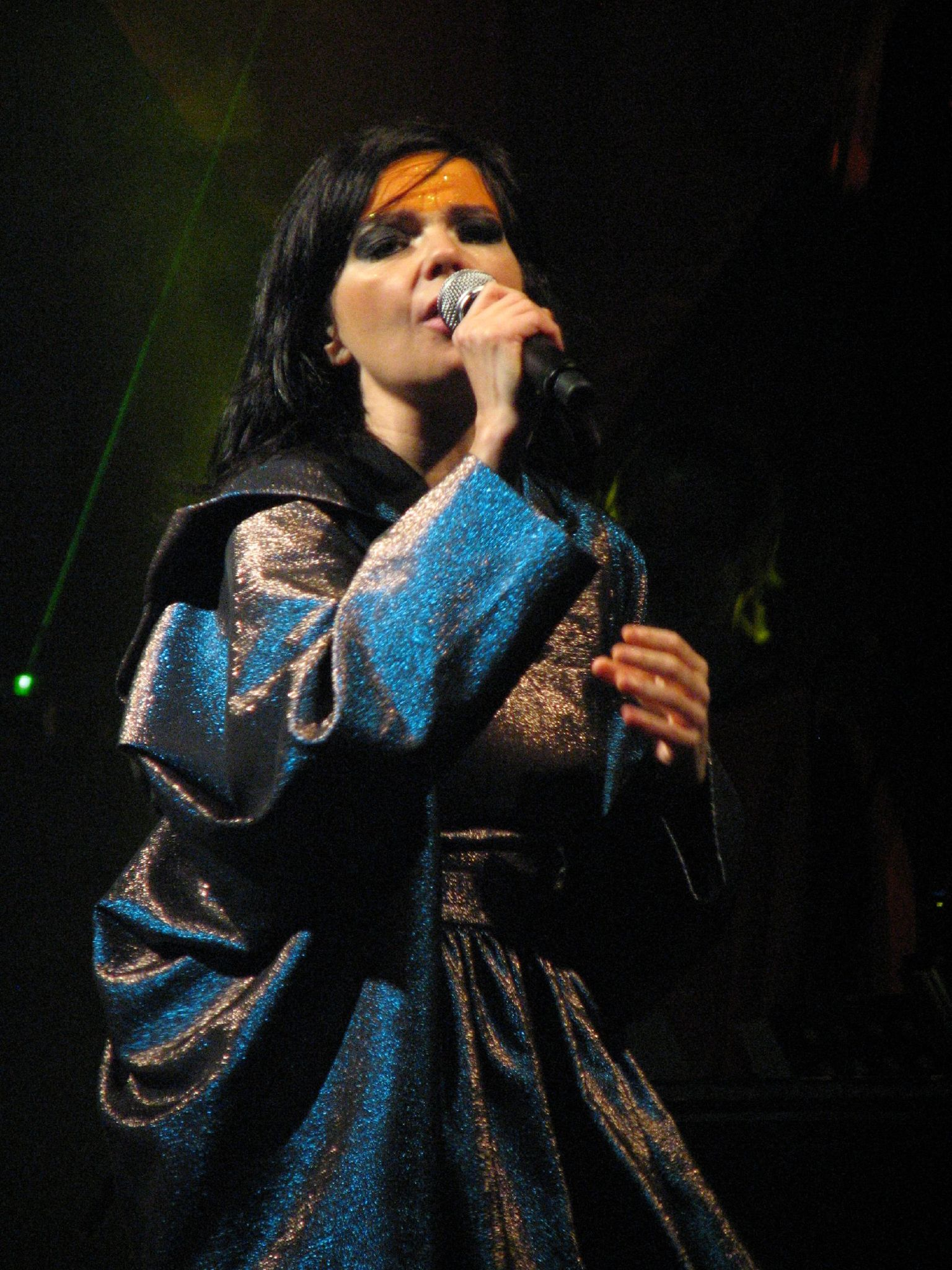
Björk en concert au Deer Lake Park à Vancouver en 2007.

Björk lance le Volta Tour, une tournée de dix-huit mois où elle joue dans de nombreux festivals et marque son retour en Amérique latine après neuf ans d'absence, jouant à Rio de Janeiro, São Paulo, Curitiba, Guadalajara, Bogotá, Lima, Santiago et Buenos Aires. En janvier 2008, elle retourne en Australie et en Nouvelle-Zélande pour la première fois depuis douze ans, dans le cadre des concerts organisés pour le Big Day Out. Elle donne à l'occasion un concert unique à l'Opéra de Sydney pour le festival de Sydney. Sa musique est présente dans le documentaire Horizons : The Art of Steinunn Þórarinsdóttir (2008) réalisé par Frank Cantor. Dans un communiqué publié sur son site officiel, la chanteuse annonce la sortie de Voltaïc le 20 avril 2009 (reporté plus tard à la mi-juin) ; un coffret limité publié chez One Little Indian Records. Celui-ci se compose d'un DVD contenant plusieurs enregistrements réalisés lors des concerts à Paris et Reykjavik, d'un album live enregistré à l'Olympic Studio de Londres, d'un troisième disque contenant The Volta Videos et les vidéos du concours, tandis que le quatrième disque est le CD The Volta Mixes,.
En mai 2010, l'Académie royale suédoise de musique annonce donner à Björk le Prix Polar Music aux côtés d'Ennio Morricone,. Un mois plus tard, elle annonce sa collaboration avec Dirty Projectors pour un EP commun, intitulé Mount Wittenberg Orca, qui sort le 30 juin, afin de collecter des fonds pour la conservation de la faune marine. En septembre 2010, Björk sort The Comet Song pour la bande originale du film Les Moomins et la chasse à la comète. La même année, elle joue en duo avec sa compatriote islandaise Ólöf Arnalds sur une chanson intitulée Surrender du nouvel album d'Arnalds, Innundir skinni, puis interprète un duo avec Anohni sur l'album Swanlights d'Antony and the Johnsons. Le 20 septembre 2010, Björk interprète sa version de Sombre Dimanche lors de la commémoration du styliste Alexander McQueen dans la cathédrale Saint-Paul de Londres. Le 7 décembre, la chanteuse publie Trance une chanson inédite pour la bande originale d'un court-métrage To Lee, with Love réalisé par Nick Knight en hommage à McQueen, avec qui Björk collabore à de multiples reprises.

### Biophilia(2011-2014)

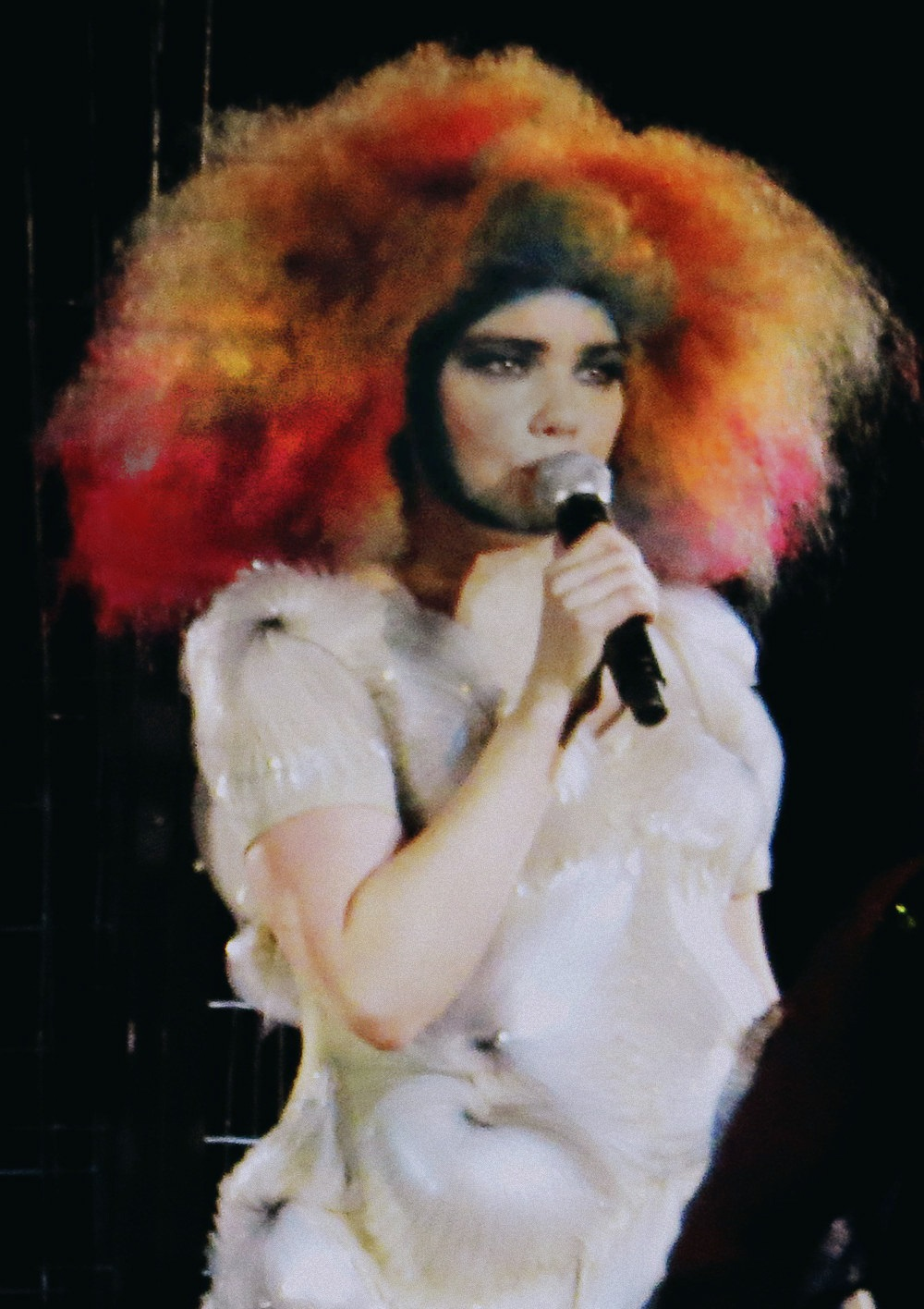
Björk en concert au Cirque en chantier en 2013.

Björk apparaît dans Átta Raddir, l'une des émissions télévisées de Jónas Sen, diffusée le 27 février 2011. Les émissions sont produites par le Service national de radiodiffusion islandais. Dans l'émission, Björk interprète huit chansons, dont Sun in My Mouth, qui n'a jamais été jouée en live auparavant.
Björk lance sur iOS l'application Biophilia en juillet 2011, publiée sur Android en 2013, qui se divise en dix autres applications pour chaque chanson du prochain album. Le projet a pour but « d'explorer le fonctionnement du son, l'étendue infinie de l'univers, des systèmes planétaires aux structures atomiques » en expliquant le lien entre la musique et la science et marque des collaborations éducatives avec des élèves de 10 à 12 ans. Le Conseil chargé de l'éducation de Reykjavik introduit le programme dans toutes les écoles de la ville au cours des trois années suivantes. L'application est présentée lors de spectacles spécialisés, dont la première a lieu à Manchester au Royaume-Uni lors du Manchester International Festival le 30 juin. Il s'agit de la première partie du Biophilia Tour, qui fait le tour du monde pendant deux ans. Ce projet est annoncé comme ambitieux et expérimental utilisant dans la formation instrumentale la bobine de Tesla et des instruments créés pour l'occasion comme un « gameleste » (un mixte entre un gamelan et un célesta) et des « gravity harps » (plusieurs pendules assemblés transmettant les mouvements de la Terre à une harpe). L'album, également titré Biophilia, sort le 10 octobre 2011, et est le premier album à sortir sous une série d'applications interactives. Les morceaux sont en partie composés avec l'aide d'un iPad.
En juin 2011, le premier single de Biophilia, Crystalline, sort accompagné d'un clip signé Michel Gondry,. La chanson utilise principalement le gameleste. Le deuxième single, Cosmogony, qui sert d'« application mère » pour toutes les autres, sort le 19 juillet, suivi de Virus et Moon en août et septembre 2011.Une version live de Thunderbolt, filmé au Manchester International Festival, est publiée en tant que vidéo musicale sur YouTube le 2 novembre. Le 6 mars 2012, une vidéo musicale promotionnelle sort pour Hollow présentant une exploration tridimensionnelle des molécules de Björk ainsi que son complexe moléculaire basé sur un headscan en s’influençant des œuvres du peintre italien Giuseppe Arcimboldo et est réalisée par l'animateur biomédical Drew Berry. Un clip vidéo pour Mutual Core est commandé par le Musée d'art contemporain de Los Angeles et est réalisé par Andrew Thomas Huang. La vidéo est publiée le 13 novembre 2012 sur la chaîne YouTube du musée.
Fin 2012, Björk regroupe l'essentiel des titres de son album sur un album de remix intitulé Bastards, comprenant ceux de Death Grips ou du musicien syrien Omar Souleyman,,. En 2013, Björk participe à un documentaire de Channel 4 aux côtés de David Attenborough intitulé Attenborough and Björk: The Nature of Music, dans le cadre de la saison du programme Mad4Music, qui met en relief les interactions entre l'Homme et la musique, en se concentrant sur la biophilie, et l'impact de la technologie sur la musique et son devenir. Le documentaire produit par le britannique Lucas Ochoa fait aussi participer le scientifique Oliver Sacks. Ochoa déclare au magazine NME que « suite à l'idée révolutionnaire initiée par Björk l'année dernière, nous sommes ravis d'être en mesure de documenter ce voyage incroyable avec elle, elle est indéniablement l'une des figures les plus emblématiques de la culture populaire et fait évoluer les limites comme aucun autre artiste ». En 2014, les applications Biophilia sont les toutes premières applications à être introduites dans la collection permanente du Museum of Modern Art. En juin, Björk enregistre des samples vocaux pour le groupe de rap Death Grips, qu'ils utilisent sur les huit chansons de Niggas on the Moon, la première partie de leur double LP, The Powers That B. À la fin de l'année, le film du concert Björk : Biophilia Live sort dans le monde entier et est projeté dans plus de 400 cinémas.

### Vulnicura(2015-2016)

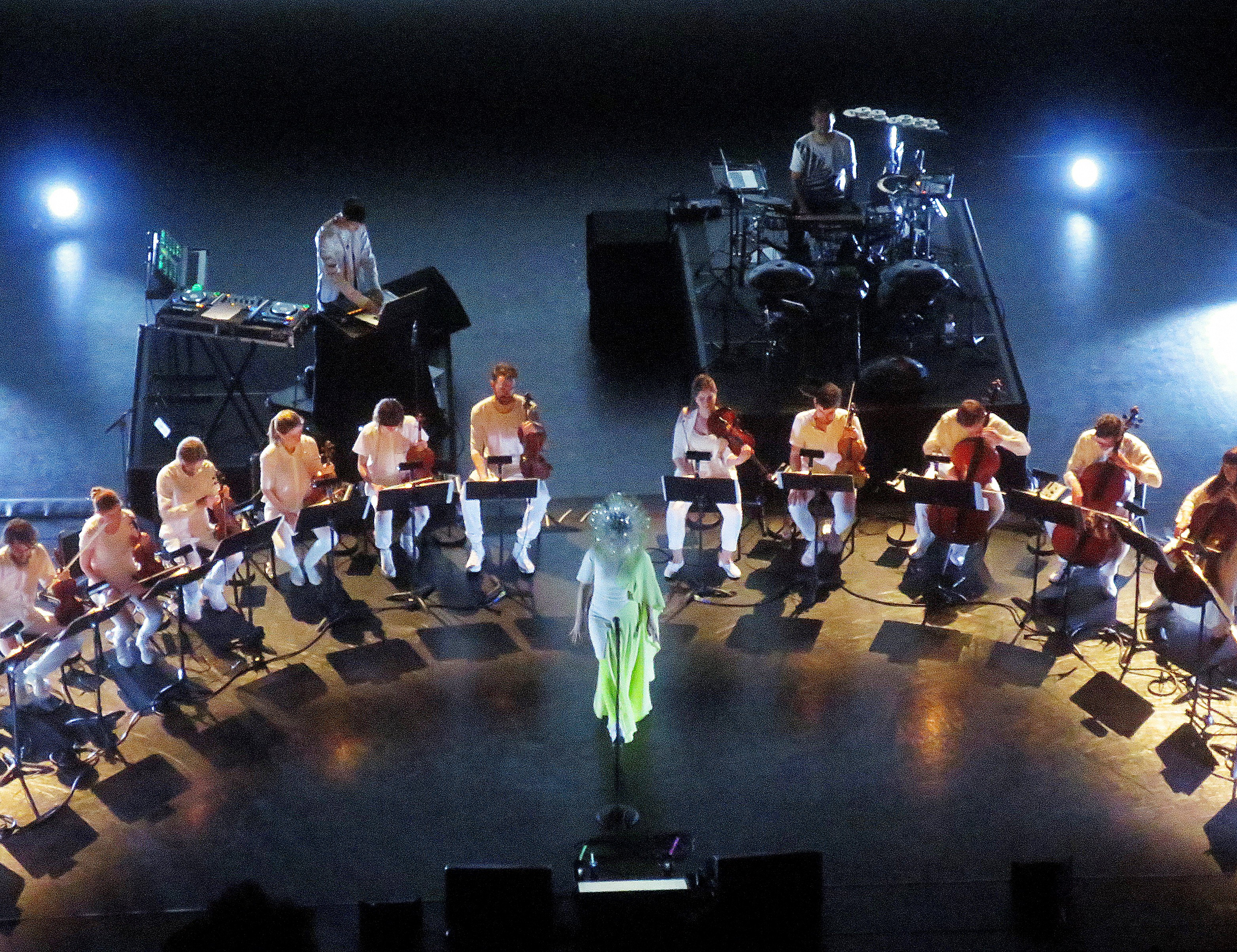
Björk en concert au New York City Center accompagnée par l'ensemble Alarm Will Sound, Arca et Manu Delago.

Pour son neuvième album studio, Vulnicura, Björk travaille avec les producteurs Arca et Haxan Cloak. Le 18 janvier 2015, quelques jours seulement après avoir été annoncé, et deux mois avant sa sortie prévue en mars, l'album fuite sur Internet,. Afin de sauver les pertes potentielles de ventes dues à ce problème et pour permettre aux fans d'écouter l'album dans une qualité supérieure, il est publié à l'international le 20 janvier 2015 sur iTunes. Vulnicura (qui signifie « guérir les blessures ») est une analyse de sa rupture avec son ancien partenaire, Matthew Barney, prenant la forme d'un récit de 9 mois avant et 11 mois après leur séparation, et comporte des paroles qui sont émotionnellement brutes par rapport aux préoccupations abstraites de son album précédent. Björk explique qu'il s'agit d'« un album plus traditionnel que Biophilia en ce qui concerne l'écriture. Il traite de ce qui peut arriver à une personne à la fin d'une relation. Il parle des dialogues que nous pouvons avoir dans nos têtes et dans nos cœurs, des processus de guérison ». Sa sortie est positivement comparée aux albums récents de Madonna et de Beyoncé, la première ayant également publié son album sur iTunes après une fuite, et la seconde voulant révolutionner la manière dont les albums sont publiés et consommés. Björk entame sa tournée mondiale en mars 2015 en résidence au Carnegie Hall avec comme accompagnement l'ensemble Alarm Will Sound, Arca à l'électronique (remplacé par Haxan Cloak pour les dates en festivals) et le percussionniste Manu Delago,. Après avoir terminé sa résidence new-yorkaise, la tournée continue en Europe avant de s'achever en août 2015.
Du 8 mars au 7 juin 2015, Le Museum of Modern Art de New York accueille une exposition rétrospective retraçant toute la carrière de Björk de Debut à Biophilia ; cependant, certains éléments provenant de Vulnicura sont inclus bien qu'ils n'avaient pas été annoncés auparavant,. La rétrospective est divisée en quatre parties : les instruments de Biophilia (la bobine Tesla, l'orgue contrôlé par MIDI, le gameleste et les harpes de gravité) sont exposés dans le hall du musée et joue automatiquement tout au long de la journée, l'installation vidéo commandée par le MoMA, Black Lake, réalisée par Andrew Thomas Huang, qui consiste en deux montages complémentaires de la vidéo Black Lake projetés dans une petite salle avec quarante-neuf haut-parleurs dissimulés dans les murs et le plafond, une salle de cinéma présentant la plupart des vidéos musicales de Björk, toute restaurées en haute définition, et l'exposition itinérante Songlines qui présente les carnets de notes, les costumes et les accessoires de la chanteuse tout au long de sa carrière. Un livre intitulé Björk : Archives, documentant le contenu de l'exposition est publié en mars et est suivi par le clip vidéo de Black Lake. Des vidéos pour Lionsong (qui est joué dans la salle de cinéma de l'exposition), Stonemilker (une vidéo en réalité virtuelle en 360 degrés), Family et Mouth Mantra sont également produites pour l'album,, ainsi qu'une série de remixes en trois parties disponibles numériquement et sur des vinyles en édition limitée,,. En décembre, une application appelée Stonemilker VR sort pour les appareils iOS, avec un mixage exclusif de la chanson, similaire à celle exposée au MoMA plus tôt dans l'année.

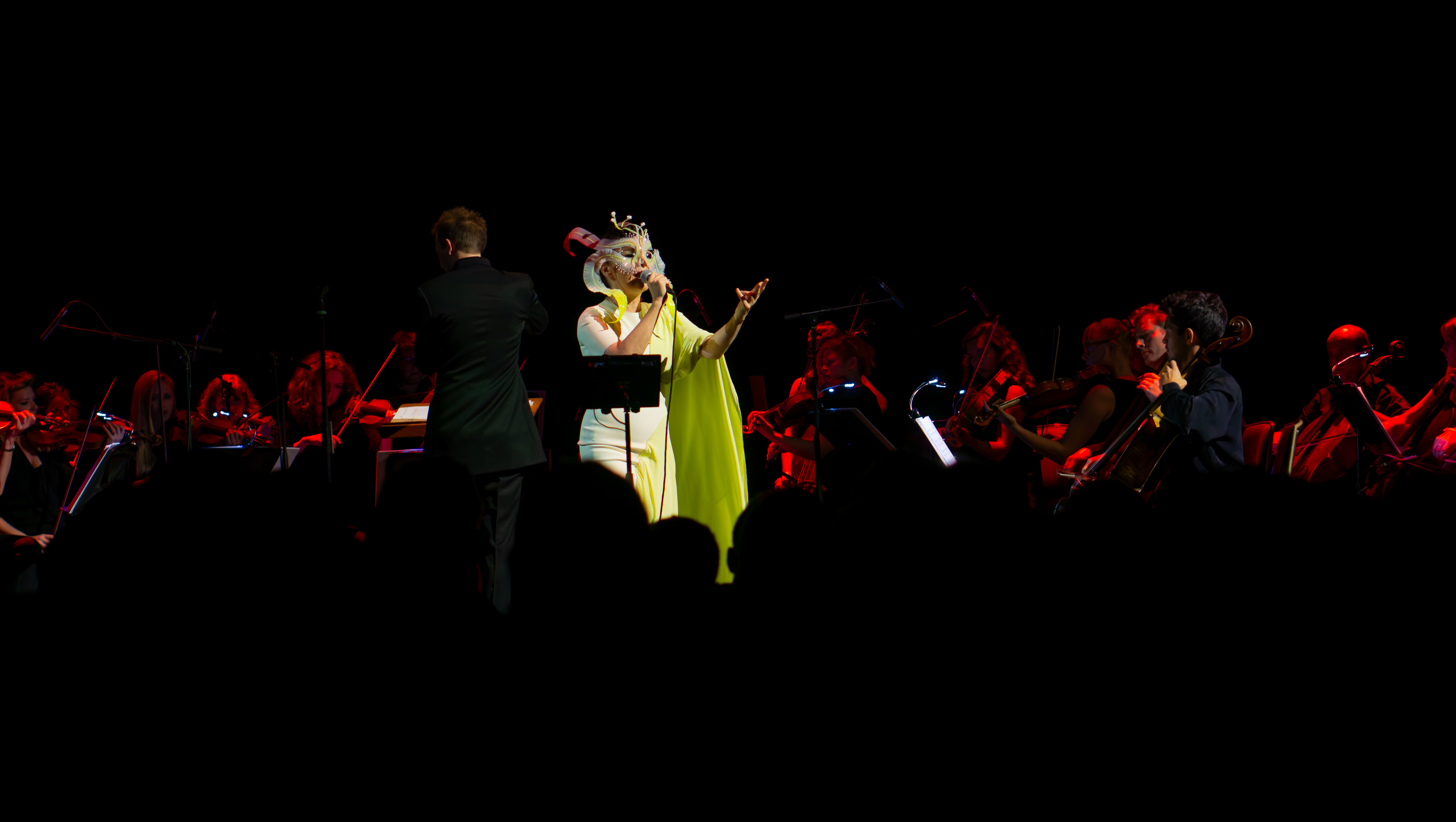
Björk en concert au Royal Albert Hall en 2016.

Le 2 octobre 2015, la chanteuse annonce Vulnicura Strings, qui sert de compagnon purement acoustique à Vulnicura. Celui-ci présente des arrangements de cordes supplémentaires avec l'intégration d'une viola organista, un instrument à cordes unique joué sur un clavier conçu par Léonard de Vinci. Il est publié le 6 novembre en CD et en numérique et le 4 décembre en vinyle,. Une semaine plus tard, Vulnicura Live est annoncé en format double CD et double LP vendus exclusivement par les magasins de disques Rough Trade. Le set est épuisé en ligne cinq jours après avoir été annoncé, mais des quantités limitées sont mises à disposition en magasin à Londres et à Brooklyn. Chaque format est limité à 1 000 exemplaires chacun, ce qui en fait l'une des sorties physiques les plus rares de la carrière récente de Björk. Le CD est sorti le 13 novembre 2015 et les vinyles picture disc sortent une semaine plus tard. Le 7 décembre 2015, Vulnicura est nommé pour le Grammy Award du « meilleur album de musique alternative ». Le 15 juillet 2016, une édition « commerciale » standard de Vulnicura Live sort en reprenant les mêmes performances mais nouvellement mixées et avec un artwork différent. Une version deluxe de l'album live est publiée le 23 septembre. Une nouvelle interprétation de Come to Me de l'album Debut est également incluse dans le coffret 7-inches for Planned Parenthood en soutien à l'organisation de santé des femmes,.
Björk lance Björk Digital (en) en juin 2016, une exposition en réalité virtuelle présentant toutes les vidéos réalisées pour Vulnicura jusqu'à présent, y compris la première mondiale de Notget, réalisée par Warren du Preez et Nick Thornton Jones, à Carriageworks pour le Vivid Sydney 2016 à Sydney en Australie. Elle anime la soirée d'ouverture en tant que DJ et fait de même lorsque l'exposition se rend le 29 juin au Miraikan de Tokyo au Japon,. Pendant la résidence au Miraikan, Björk devient la première artiste à entrer dans l'histoire en participant à la première diffusion en direct de réalité virtuelle au monde diffusée sur YouTube. Elle interprète en live la dernière chanson de l'album, Quicksand, et les images sont intégrées à l'expérience VR Quicksand. Björk Digital parcourt le monde en passant par Londres, Montréal, Houston, Los Angeles et Barcelone.

### Utopiaet grandes tournées mondiales (2017-2021)

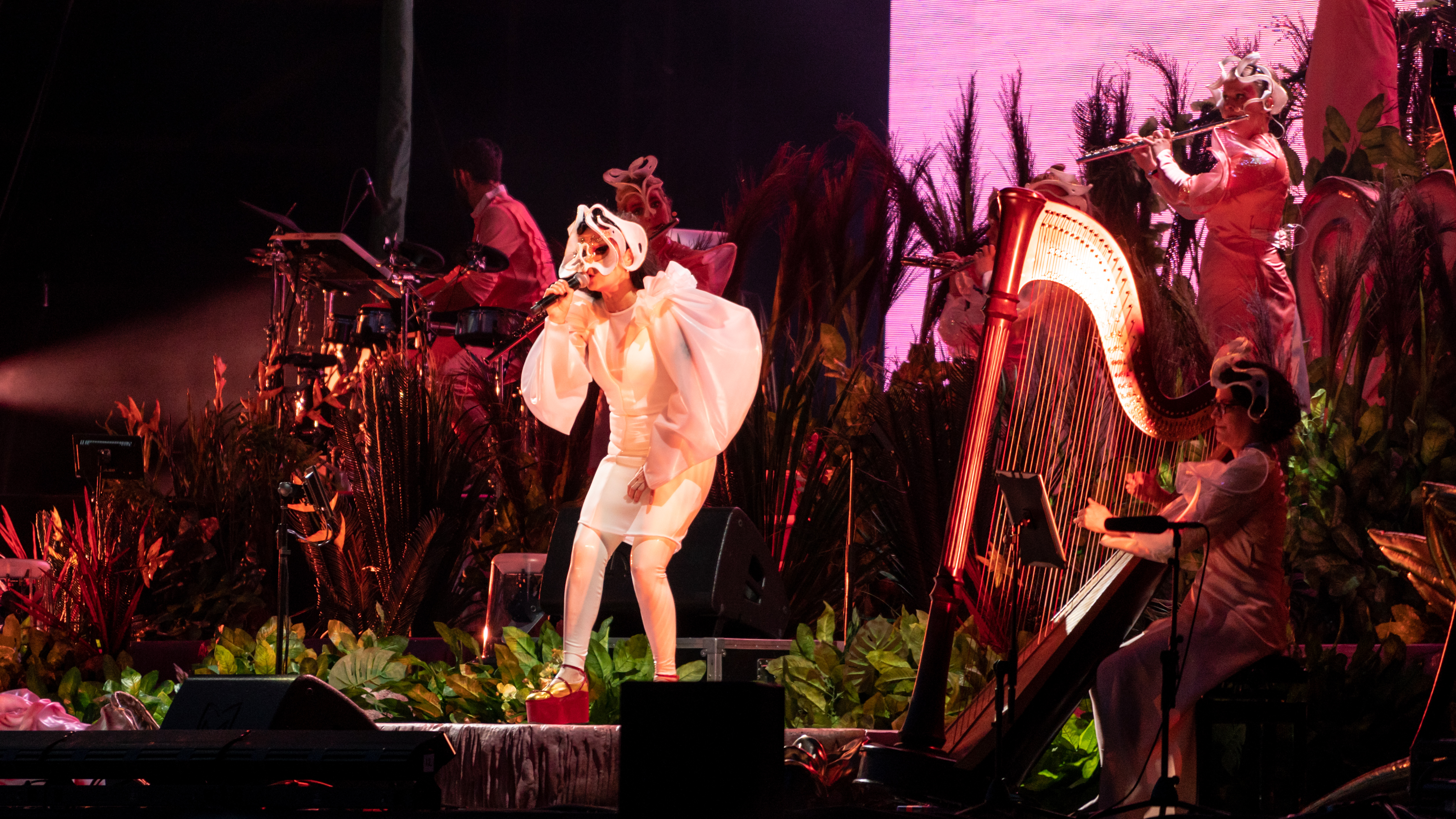
Björk lors du Utopia Tour.

Le 2 août 2017, Björk annonce sur ses réseaux sociaux la sortie imminente d'un nouvel album. L'annonce coïncide avec une interview pour le numéro de couverture du magazine Dazed, paru à l'automne 2017, dans laquelle la chanteuse parle du nouvel album,. Le single principal, The Gate, sort le 15 septembre accompagné d'un clip vidéo signé par l'artiste visuel Andrew Thomas Huang,. Le jour de cette sortie, Björk déclare, lors d'une interview avec Nowness, que le titre de l'album est Utopia. Le 15 novembre, le deuxième single extrait de l'album, Blissing Me, est publié,, tandis que le lendemain, la chanteuse explique sur Mixmag que le nouvel opus est teinté de flûtes et de bois.
Utopia sort le 24 novembre 2017. La chanteuse le décrit comme étant son « album Tinder » et déclare qu'« il s'agit de cette recherche [de l'utopie] — et du fait d'être amoureux. Passer du temps avec une personne que vous appréciez est le moment où le rêve devient réel »,,. Björk ajoute que son album précédent représente « l'enfer — c'était comme un divorce ! », déclarant : « Nous sommes donc [ici] au paradis. L'utopie. Nous avons fait l'enfer, nous avons gagné des points »,. L'album est produit avec Arca, avec qui elle a collaboré sur Vulnicura. L'opus se présente comme un album de musique avant-gardiste et de folktronica entremêlant flûtes, chants d'oiseaux et instruments électroniques, et où la chanteuse imagine aussi une issue aux problèmes politiques et environnementaux,,. Deux clips vidéos supplémentaires sont publiés en 2017 : Utopia et Arisen My Senses, qui pour le dernier sort avec un EP de remix en édition limitée,. Utopia est nommé pour le « meilleur album de musique alternative » lors de la 61e cérémonie annuelle des Grammy Awards, devenant la quinzième nomination aux Grammys de Björk,.

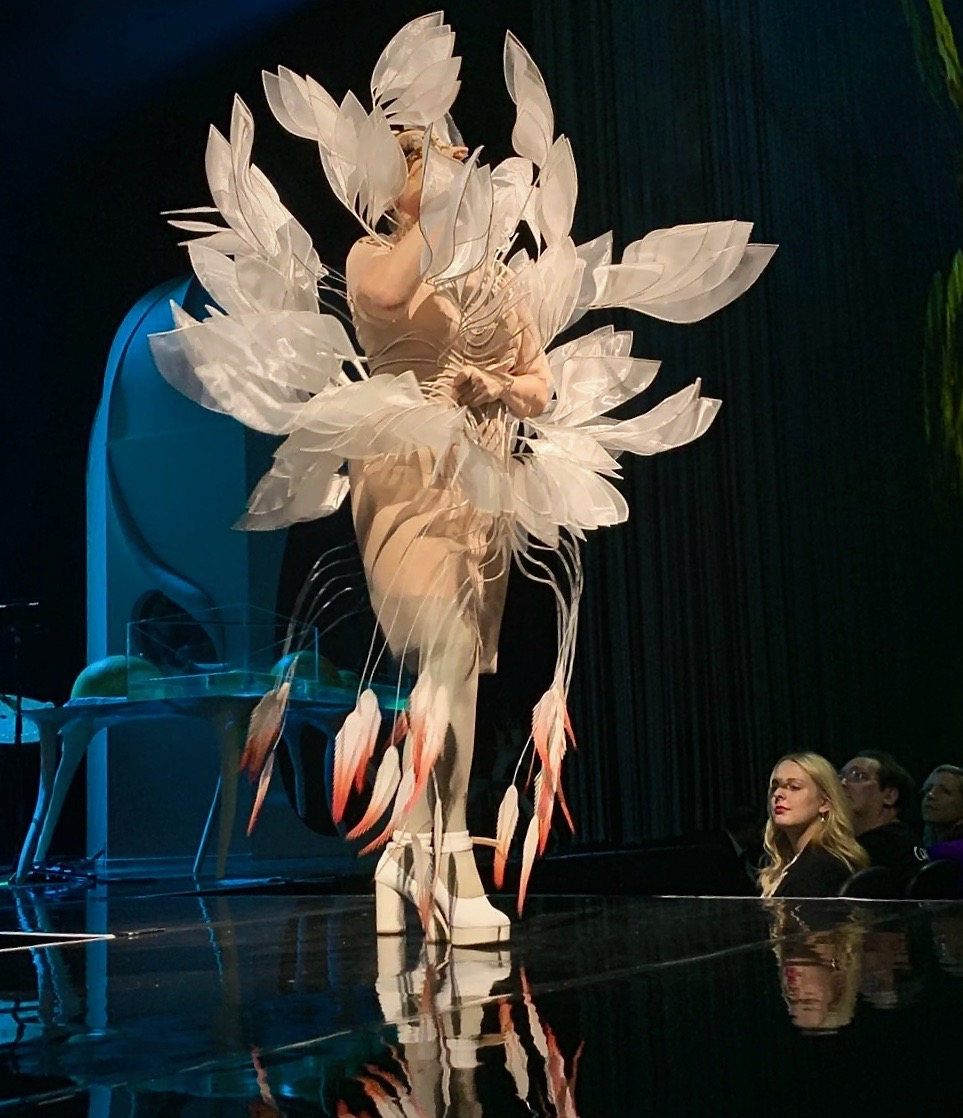
Björk lors de son concert Cornucopia au Shed de New York.

Le 22 mai 2018, Björk est l'invitée musicale principale de l'émission Later… with Jools Holland, sa première participation à la production de la BBC depuis 2011. Lors de sa prestation elle présente quatre chansons, comprenant un arrangement pour flûtes de The Anchor Song, tiré de Debut (1993), avant de se lancer dans l'Utopia Tour, une brève tournée européenne, jouant dans plusieurs festivals de musique européens durant la saison estival,. Le 12 novembre, Björk annonce le lancement de Cornucopia, une nouvelle production de concerts centrée sur son album Utopia « où l'acoustique et le numérique se serreront la main »,. Ce spectacle théâtral est réalisé en collaboration avec Lucrecia Martel. La chanteuse est accompagnée par une chorale islandaise de plus de cinquante chanteurs, un ensemble de sept flûtes, une harpiste, une section de percussions, de l'électronique et aussi un certain nombre d'instruments sur mesure, qui sont mis en œuvre dans la conception d'une scène au son multicanal,. La tournée débute en mai 2019 dans la salle The Shed à New York qui décrit Cornucopia comme le « concert mis en scène le plus élaboré de Björk à ce jour »,. Le spectacle en résidence se rend ensuite au Mexique et en Europe,. À la suite des représentations, Björk publie des vidéos musicales pour Tabula Rasa et Losss, toutes deux réalisées par Tobias Gremmler et utilisées pour la toile de fond pendant les spectacles,. Le 16 août, Björk annonce le Utopia Bird Call Boxset, un coffret destiné à célébrer la fin du cycle de l'album, comprenant quatorze appeaux imitant divers cris d'oiseaux et une clé USB contenant l'album, des vidéos musicales et des remixes, ainsi qu'une piste instrumentale inédite, Arpegggio,. Le 6 septembre 2019, deux remixes de Features Creatures sont publiés comme singles numériques, l'un par Fever Ray et l'autre par The Knife.
Le 26 avril 2019, les neuf albums de Björk sortent en format cassette, tandis que le 6 septembre, Vulnicura sort dans les boutiques numériques en réalité virtuelle,. Le 27 septembre, Björk surprend le public en participant à la performance d'Arca Mutant;Faith, en présentant en avant-première la chanson Afterwards, incluse plus tard sur KiCk i. En 2020, Björk s'associe à Microsoft pour lancer le projet Kórsafn pour l'hôtel Sister City de New York, dans lequel l'intelligence artificielle fait combiner des échantillons de chœurs de ses albums en réaction à l'environnement extérieur et aux conditions météorologiques,. La même année, elle joue le rôle de Seeress dans le film The Northman de Robert Eggers, qui sort au cinéma en avril 2022,. Le 3 mai 2021, elle est annoncée comme productrice exécutive de Monk in Pieces, un film documentaire sur la vie et la carrière de la compositrice américaine Meredith Monk ; il est présenté à la Berlinale 2025. Le 17 juillet, sort à l'occasion du Record Store Day un picture-disc, en édition limitée, comprenant le single Cosmogony dans sa version originale tirée de Biophilia (2011) et dans une seconde version chantée par le Hamrahlíð Choir.

### Fossora(depuis 2022)

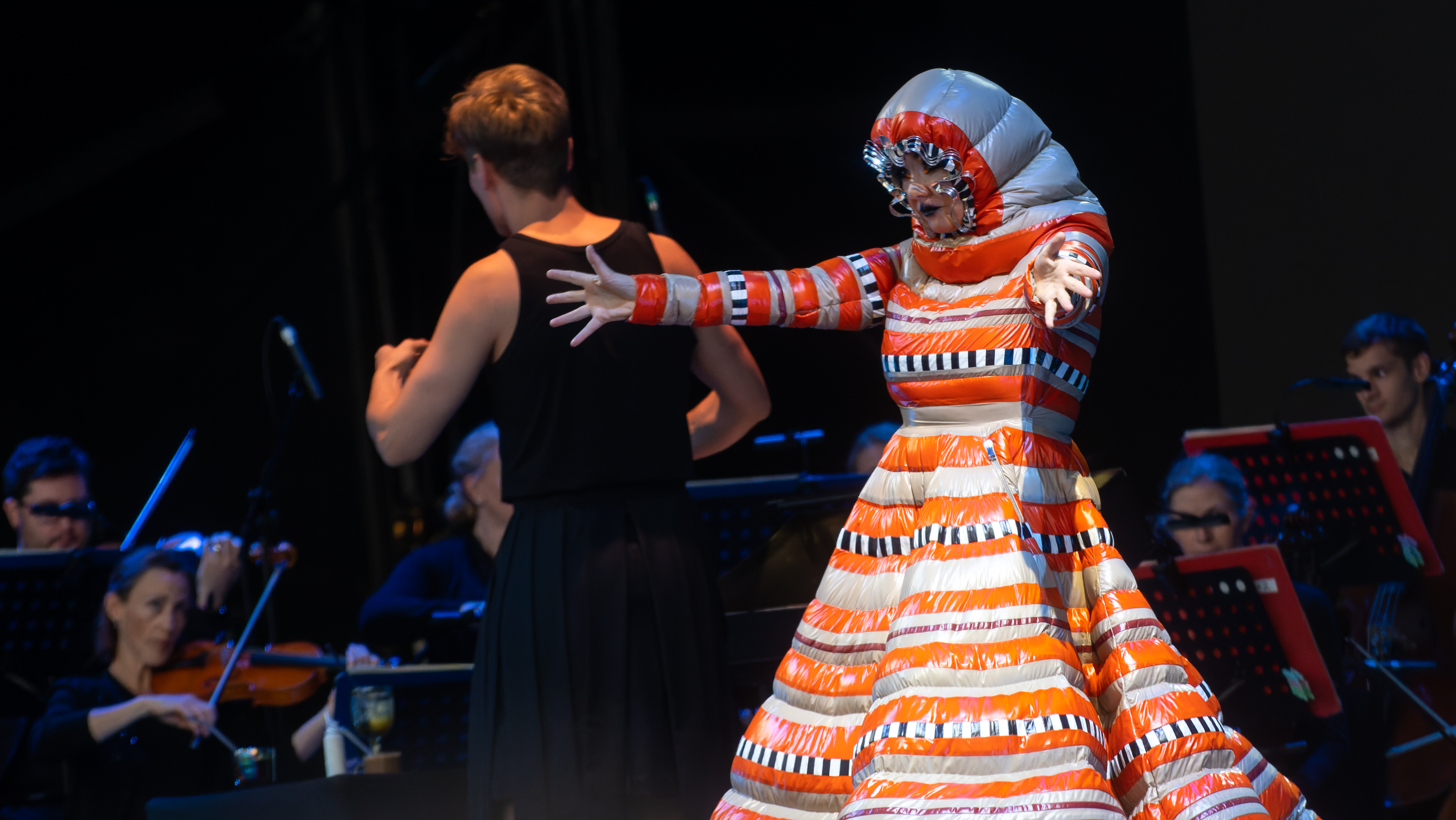
Björk lors d'un concert de la tournée Björk Orkestral au Bluedot Festival en 2022

Dans la continuité de la tournée précédente, Björk annonce en février 2020 le lancement de Björk Orkestral, une tournée qui célèbre les plus grands titres de sa carrière et réarrangé de manière symphonique,. Celle-ci se compose alors de six concerts qui doit la faire passer le 9 juillet 2020 au Blue Dot Festival de Berlin et à la Seine musicale de Boulogne-Billancourt les 17 et 20 juillet. En raison de la pandémie de Covid-19, toutes les dates sont reportées jusqu'en 2021. Entre le 11 octobre et le 15 novembre 2021, Björk joue quatre spectacles en direct du Björk Orkestral au Harpa à Reykjavik, chaque concert présentant plusieurs chansons de ses neuf albums studio,. Ces quatre concerts sont récompensés aux Icelandic Music Awards 2022 en tant qu'« événement musical de l'année ». De nouvelles dates sont ajoutées à cette tournée ainsi que pour le Cornucopia, également suspendue précédemment en raison de la pandémie. La musicienne fait voyager son Björk Orkestral en Amérique du Nord et du Sud, en Europe et en Asie. Lors de ses participations au festival Coachella en avril 2023, les morceaux de la chanteuse sont accompagnés par une chorégraphie réalisée par 864 drones dans le ciel,.
Entre fin 2021 et début 2022, Björk donne une série d'interviews dans lesquelles elle annonce avoir terminé son dixième album studio tout en révélant avoir été inspirée par ses soirées pendant la pandémie,,. Elle révèle au Los Angeles Times qu'il y a des éléments « folk-acoustique » dans ce nouvel opus, et que chaque morceau mélange des styles calmes et sombres avant de devenir dansants. Elle ajoute qu'elle s'est concentrée sur le thème du corps et des saisons, « une sorte de proximité avec les choses viscérales ». L'album est officiellement annoncé lors d'une interview avec The Guardian le 19 août 2022. La compositrice déclare que son nouvel album s'appelle Fossora (signifiant « personne qui creuse » en latin). Il est décrit par celle-ci comme un « album champignon » sur le retour aux sources, renforcé par l'isolement imposé par la pandémie de Covid-19 et certains événements personnels, comme la disparition de sa mère et le fait de devenir grand-mère. La chanteuse déclare que la réalisation de cet album « c'est comme creuser un trou dans le sol. Cette fois-ci, je vis avec des taupes et je m’enracine vraiment », où elle voulait « juste atterrir sur la planète Terre et enterrer mes orteils dans le sol ».
Fossora sort le 30 septembre 2022, précédé par quatre singles : Atopos le 6 septembre, Ovule le 14 septembre, Ancestress le 22 septembre (tous les trois accompagnés de clip vidéo) et Fossora le 27 septembre. L'album contient des chansons dédiées à sa mère (Ancestress et Sorrowful Soil), une chanson folklorique du XIXe siècle écrite par Látra-Björg Einarsdóttir, ainsi que les participations du sextuor de clarinettes basses Murmuri, de Kasimyn du Gabber Modus Operandi (coproduction des beats gabber), de Émilie Nicolas, de Serpentwithfeet et de ses enfants Sindri Eldon et Ísadóra Bjarkardóttir Barney,. L'opus devait également comporter la contribution d'Arca, comme pour Vulnicura (2015) et Utopia (2017), mais en raison de la pandémie Björk n'est pas en mesure de lui rendre visite à Barcelone ou de l'accueillir chez elle. Le 2 décembre, un clip vidéo pour Sorrowful Soil est publié. Fossora est nommé dans la catégorie « meilleur album de musique alternative » aux Grammy Awards et remporte le même prix ainsi que celui de la « meilleur direction d'enregistrement de l'année » aux Icelandic Music Awards. Un clip vidéo pour la chanson éponyme à l'album sort le 30 mars 2023. L'album est très bien accueilli à sa sortie et se retrouve dans la liste des meilleurs albums de 2022 de plusieurs magazines ; notamment dans le top 10 du New York Times et Line of Best Fit,.

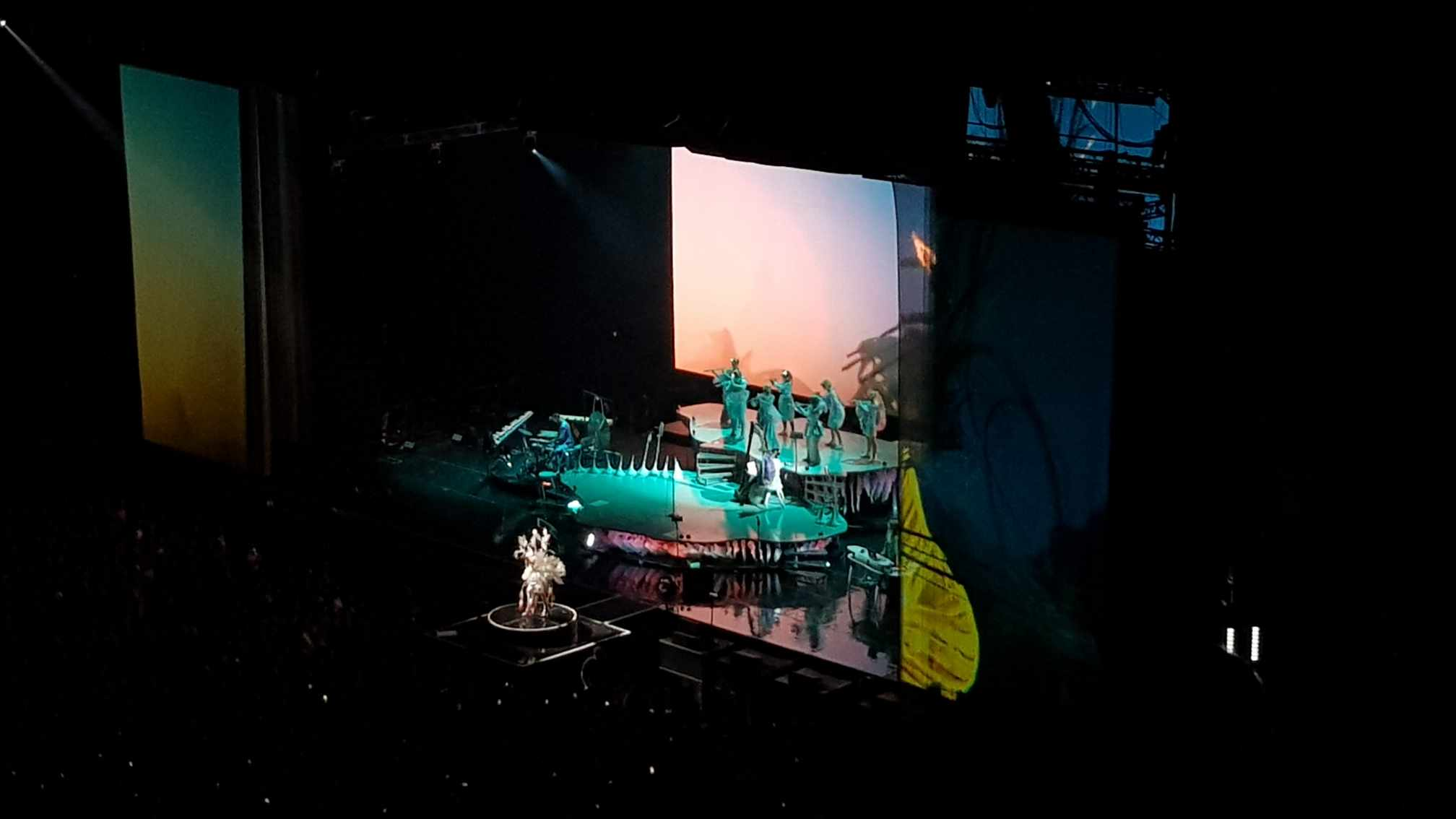
Björk lors de la deuxième édition de la tournée Cornucopia en 2023 à Paris.

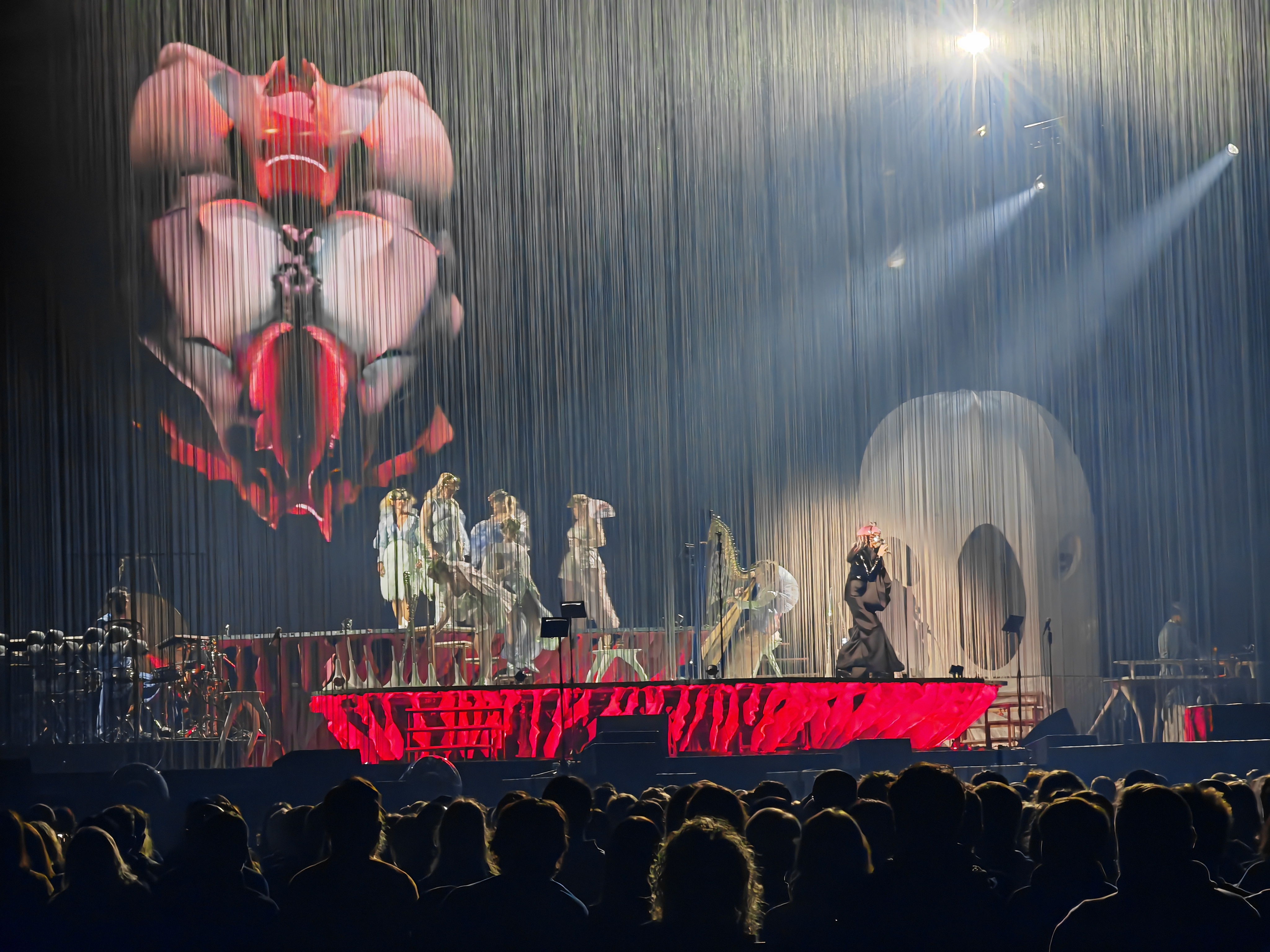
Björk à Cracovie en 2023.

En septembre 2022, Björk se lance dans le podcasting avec Björk : Sonic Symbolism qui, selon un communiqué de presse, la présente « discutant des textures, des timbres et des paysages émotionnels de chacun de ses albums » avec ses amis l'écrivain Oddný Eir et le musicologue Ásmundur Jónsson ; les trois premiers épisodes du podcast, qui se concentre sur Debut, Post et Homogenic, sont diffusés pour la première fois le 1er septembre,. À l'occasion du Record Store Day en 2023, la musicienne publie en édition limitée des vinyles pour les remixes d'Atopos par Sideproject et d'Ovule par Shygirl et Sega Bodega, ainsi qu'une réédition de Mount Wittenberg Orca (2009) réalisé avec Dirty Projectors. Björk réalise un remix pour la chanson Woe (I See It From Your Side) de Shygirl qui sort sur Nymph_o le 14 avril 2023,. Le 16 juin, Björk reçoit un doctorat honorifique de l'Université islandaise des arts pour son travail dans la musique. Fin août, la chanteuse remporte lors des AIM Awards 2023 le prix de la « meilleure performance live ». Le 1er septembre, marque le lancement à Lisbonne de la seconde édition de la tournée Cornucopia qui comprend l'intégration des titres de Fossora, d'un ensemble de clarinettes, un son ambiophonique et une chambre de réverbération sur un morceau,. Le 6 septembre 2023, la chanteuse publie le clip vidéo de Victimhood réalisé par Gabríela Friðriksdóttir et Pierre-Alain Giraud,. 2023 voit également la sortie du film Fungi: Web of Life, un documentaire en 3D sur les champignons avec Björk comme narratrice. Le long métrage, réalisé par Gisela Kaufmann, Joseph Nizeti et Mike Slee, est principalement distribué dans les musées d'histoire naturelle,.
En janvier 2024, Björk est nommée « citoyenne d’honneur de Reykjavík » par le conseil municipal de la ville. Cela fait d'elle la huitième personnalité à recevoir cette distinction. Au lieu de réaliser une cérémonie traditionnelle la ville décide d'édifier une statue de la chanteuse qui est en cours de réalisation par Gabríela Friðriksdóttir et le Musée d'art de Reykjavik,,. La chanteuse annonce participer à l'album Akoma, en chantant sur la chanson Borealis, de la musicienne Jlin. Celui-ci sort le 22 mars et comprend la participation d'autres musiciens comme Philip Glass ou le Kronos Quartet,. La chanteuse organise de nombreuses soirées DJ mensuels au magasin de disques Smekkleysa de Reykjavik, qui était auparavant son label. Elle participe le 3 mars à la résidence parisienne d'Arca, The Light Comes in the Name of the Voice, et au Under the K Park de Brooklyn le 10 mai, pour une soirée avec ses derniers collaborateurs Sega Bodega, Shygirl, Eartheater, Mun Sing et JLin. En 2025, Cornucopia, un film réalisé par Ísold Uggadóttir montrant sa prestation à Lisbonne lors de la tournée du même nom, est diffusé en avant-première sur Apple TV+ dans le cadre de la série Apple Music Live. Le film est diffusé en mai de la même année dans les salles de cinéma, avec un son spatial Dolby Atmos,,, et sera présenté lors du Festival de Cannes 2025. Björk recevra à cette occasion le Humann Prize 2025, prix décerné par la fondation No More Plastic à des personnalités qui utilisent « leur influence et leur voix pour défendre des causes environnementales ou sociales, avec l’ambition de provoquer un véritable changement dans notre société »,.

### Vie privée

#### Lieux de vie, relations amoureuses et enfants
Lors de la formation des Sugarcubes, Björk est brièvement mariée au guitariste Þór Eldon avec qui elle a un fils, Sindri Eldon Þórsson, né le 8 juin 1986, le jour même de la formation du groupe. Le couple divorce avant la fin de l'année 1986, mais continue de travailler ensemble au sein des Sugarcubes.
Après la dissolution des Sugarcubes, Björk s'installe à Londres, où on lui propose immédiatement un contrat d'enregistrement. Elle entame une relation très médiatisée avec le DJ londonien Goldie, mais rompt avec lui en 1996,. Elle a également eu une brève relation avec le musicien Tricky dans les années 1990. Pendant cette période, elle s'implique dans la scène trip hop à laquelle Goldie et Tricky sont associés. Elle connaît également une relation avec le photographe Stéphane Sednaoui. Björk commence également à travailler avec le créateur de mode Alexander McQueen. À la suite de son séjour à Londres, Björk prend un accent cockney dans les interviews qu'elle donne en anglais à l'époque.
À Londres, Björk se lasse de la vie publique et du harcèlement constant des paparazzis, notamment à cause de la tentative d'assassinat par Ricardo López et de ses relations amoureuses. Elle s'installe en Espagne après avoir reçu une offre de Trevor Morais, le batteur de sa tournée, qui possède un studio résidentiel à Marbella, en Andalousie, où elle produit Homogenic (1997).
À la fin des années 1990, Björk vit à New York, où elle rencontre l'artiste contemporain Matthew Barney. Le couple se lie et commence à vivre ensemble à Brooklyn Heights en 2000. Leur fille Ísadóra Bjarkardóttir Barney naît en 2002. Les deux séparent d'abord leurs travaux avant de collaborer sur le film d'art de Barney Drawing Restraint 9, un projet à long terme sorti en 2005 ; Björk joue dans le film et contribue à la bande originale. Le couple se sépare en 2013. À l'époque, la compositrice décrit cette rupture comme « la chose la plus douloureuse » qu'elle ait jamais vécue. L'album Vulnicura, et en particulier le titre Black Lake, décrivent la séparation et comment la chanteuse s'en est remise. Björk et sa fille résident la moitié de chaque année aux États-Unis et l'autre moitié dans deux résidences en Islande,.
Le 27 juin 2020, Björk révèle au magazine islandais Fréttablaðið avoir un nouveau petit ami, « à moitié iranien et à moitié allemand, qui vit dans les Alpes ». Selon les rumeurs du magazine islandais DV en avril 2021, elle se serait fiancée avec le chef islando-gambien Alexander Jallow. En 2024, elle officialise sa relation avec le photographe Aleph Molinari.

#### Sexualité
Lors d'une interview en 2004, Björk déclare :

« J'ai toujours eu autant de femmes puissantes et créatives dans ma vie que d'hommes, et on pourrait probablement qualifier certaines de ces relations de romantiques. Je pense que tout le monde est bisexuel à un degré ou à un autre ; il s'agit simplement de choisir ou non de le reconnaître et de l'embrasser. Personnellement, je pense que choisir entre les hommes et les femmes, c'est comme choisir entre un gâteau et une glace. Il serait stupide de ne pas essayer les deux quand il y a tant de saveurs différentes. »

#### Attentat déjoué en 1996
Le 12 septembre 1996, un fan obsédé, Ricardo López, poste un colis piégé à l'acide à la résidence londonnienne de Björk avant de se suicider. Le paquet est intercepté par la Metropolitan Police Service. López laisse un film qu'il a réalisé montrant le processus de création de la bombe à l'acide qui était destinée à créer de sévères cicatrices sur le visage de la chanteuse ainsi que sur son torse. Les dix-huit premières heures de la bande vidéo exposent l'obsession de López pour Björk, la construction du dispositif, ses idées sur l'amour et d'autres sujets, ainsi que des remarques racistes envers l'ex-petit ami de Björk, Goldie. La vidéo se poursuit après l'envoi de la bombe et se termine avec une vue de López se rasant la tête, appliquant de la peinture sur son visage et se suicidant par balle face à la caméra. Cet événement est rendu public par des journalistes et provoque un intérêt médiatique autour de la chanteuse qui a temporairement interrompu les sessions d'enregistrement d'Homogenic,.
Dans de rares commentaires publics sur l'événement, Björk se dit « très affligée » par l'incident et déclare : « Je fais de la musique, mais en d'autres termes, vous savez, les gens ne devraient pas me prendre trop au pied de la lettre et se mêler de ma vie personnelle ». Elle envoie une carte et des fleurs à la famille de López avant de partir pour l'Espagne afin d'enregistrer le reste de son troisième album loin de l'attention des médias. Elle engage également un service de sécurité pour son fils Sindri, qui est escorté à l'école par un gardien. La chanteuse compose le morceau So Broken (une face B de Jóga) à propos de l'évènement. Un an après la mort de López, Björk évoque l'incident lors d'une interview : « J'ai été très bouleversée par la mort de quelqu'un. Je n'ai pas pu dormir pendant une semaine. Et je mentirais si je disais que ça ne m'a pas fait peur. Que je puisse être blessée et, surtout, que mon fils puisse être blessé ». Par la suite, López est régulièrement appelé dans la presse le « harceleur de Björk ».

#### Problèmes avec des paparazzis
En février 1996, Björk arrive à l'aéroport international de Bangkok avec son fils de neuf ans, Sindri, après un vol long-courrier. Des journalistes sont présents, bien que Björk ait demandé à l'avance que la presse les laisse seuls, elle et son fils, jusqu'à sa conférence de presse. Alors que Björk tente de s'éloigner des paparazzis, la journaliste TV Julie Kaufman s'approche de Sindri et lui dit : « Bienvenue à Bangkok ! ». En réponse, Björk se jette sur Kaufman, la faisant tomber au sol et la poussant jusqu'à ce que la sécurité intervienne. Björk s'est ensuite excusée auprès de Kaufman, qui ne porte pas plainte. Sa maison de disques déclare plus tard que la journaliste avait harcelé Björk pendant quatre jours avant l'incident.
Le 13 janvier 2008, Björk attaque un paparazzi qui avait photographié son arrivée à l'aéroport international d'Auckland pour sa prestation prévue au festival Big Day Out. La chanteuse déchire alors le dos de la chemise du photographe avant de le jeter au sol. Ni le photographe ni son employeur, le New Zealand Herald, n'ont déposé de plainte, et la police d'Auckland n'a pas mené d'enquête plus approfondie.

## Caractéristiques artistiques

### Voix

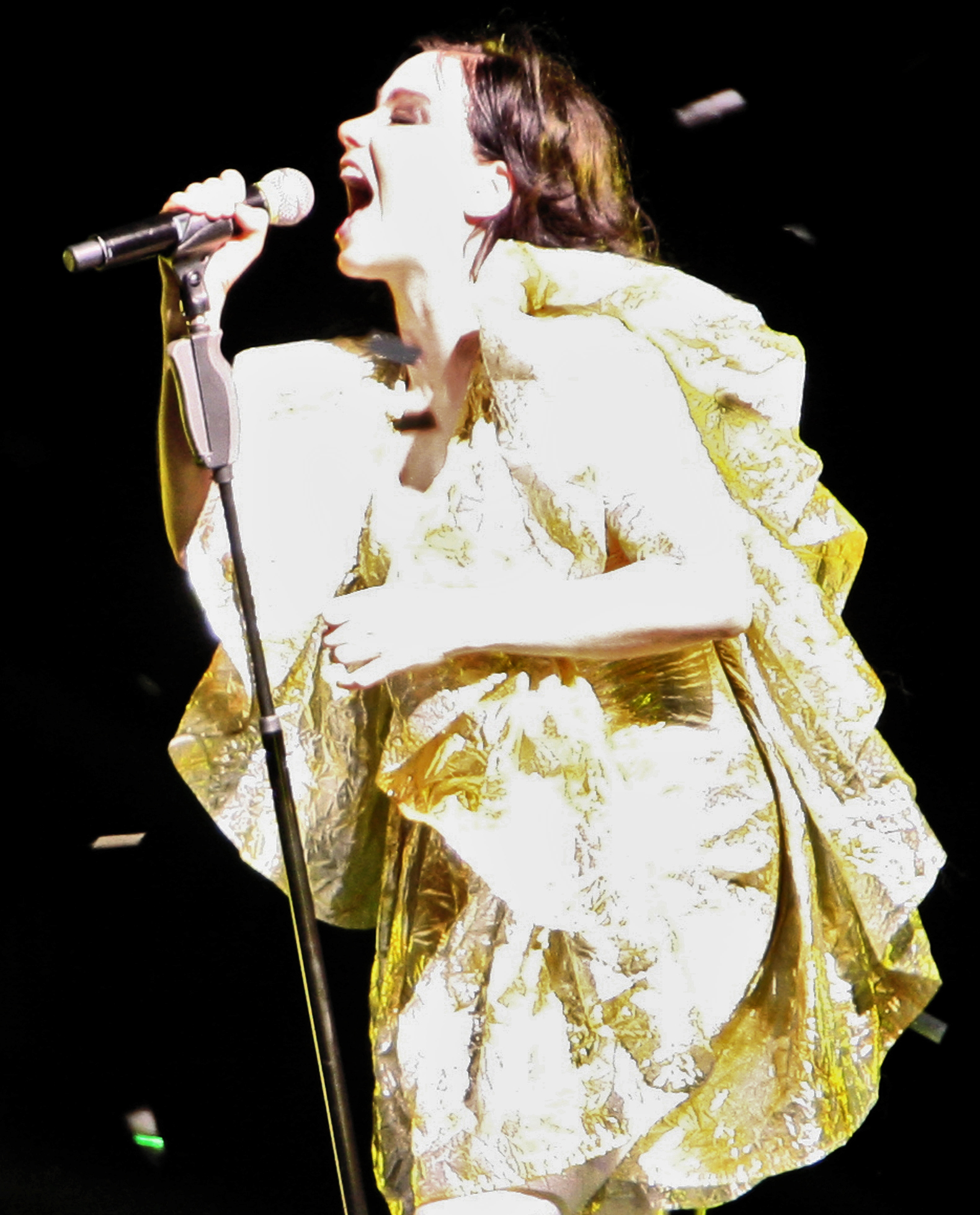
La voix de Björk est régulièrement décrite comme unique et puissante.

Björk est une soprano ayant une tessiture de trois octaves allant de Mi 3 à Ré 6,,. Sa voix est décrite comme étant à la fois « élastique », « forte », « organique », « authentique » et capable de faire des « saut[s] périlleux » de qualité, et est louée pour sa capacité à scatter et sa manière particulière de chanter qui comprend des passages gutturaux, de crier et de se laisser « guider par ses émotions »,,. Alex Ross du magazine New Yorker explique ne pas avoir trouvé « de voix semblable dans la musique classique ou dans la musique pop. Elle est immédiatement reconnaissable. Vous entendez une ou deux notes et vous savez que c'est Björk ». Dans une critique de sa prestation en direct au festival international de Manchester en 2011, Bernadette McNulty du Daily Telegraph déclare : « la jeune femme de 45 ans utilise encore les rythmes de danse électronique avec la passion d'une raveuse pur sang et le timbre élémentaire de sa voix est devenu plus puissant avec l'âge ».
Björk affirme n'avoir jamais pris de cours de chant, bien qu'elle ait fait partie du Hamrahlið Choir durant son adolescence, et que pour elle chanter est aussi facile que parler. Elle explique en outre : « L’Islande a probablement beaucoup influencé ma façon de chanter. Car j’ai passé beaucoup de temps dans la nature quand j’étais enfant. Ma façon de chanter a pris forme d’elle-même. […] Vous marchiez, il n’y avait pas de vent, et vous pouviez être silencieuse et chuchoter, vous vous faufiliez à côté de la mousse pour chanter peut-être un couplet. Puis vous vous leviez et couriez vers une colline pour chanter un refrain. Il fallait le faire assez fort parce que le temps était rude ». Njáll Sígurðson, historien des musiques populaires, explique que la façon de chanter de la chanteuse, qui alterne entre une voix parlée et une voix chantée, fait référence aux kveðamenn,,,,. Bien que chantant en anglais, Björk laisse percevoir son accent islandais comprenant des « r » roulés alvéolaires voisés, des « t » ou des « p » aspirés lorsqu'il se trouve devant un « l », ce qui s'intègre avec l'importance que la chanteuse donne aux bruits de souffle.
Fin 2012, la chanteuse est opérée d'un polype sur ses cordes vocales. Elle commente le succès de l'intervention après des années de régime strict et d'exercices vocaux pour prévenir les blessures vocales : « Je suis restée silencieuse pendant trois semaines, puis j'ai commencé à chanter et j'ai vraiment l'impression que mes cordes sont aussi bonnes qu'avant le nodule »,,. Cependant, dans une critique pour Biophilia, Kitty Empire de Guardian trouve qu'avant l'opération la voix de Björk sonnait avec force, commentant que sa voix était « spectaculaire et en flèche », en particulier sur la chanson Thunderbolt. Avec les mêmes idées, Matthew Cole de Slant Magazine ajoute que sa voix s'est « assez bien préservée » ; il note cependant que sa voix est devenue plus rauque et criarde, déclarant que « ce n'est que lorsque ses pyrotechnies vocales les plus dramatiques sont concernées qu'il y a une question de capacité physique ».
La National Public Radio compte Björk parmi sa liste des « 50 grandes voix » et MTV la place à la 8e position de son classement des « 22 plus grandes voix de la musique »,. Elle est classée en 60e position dans la liste des « 100 plus grands chanteurs de tous les temps » et en 81e place des « 100 plus grands auteurs-compositeurs de tous les temps » par le magazine Rolling Stone, qui loue sa voix comme étant unique, fraîche et extrêmement polyvalente, s'adaptant à un large éventail d'influences et de genres,.

### Style musical

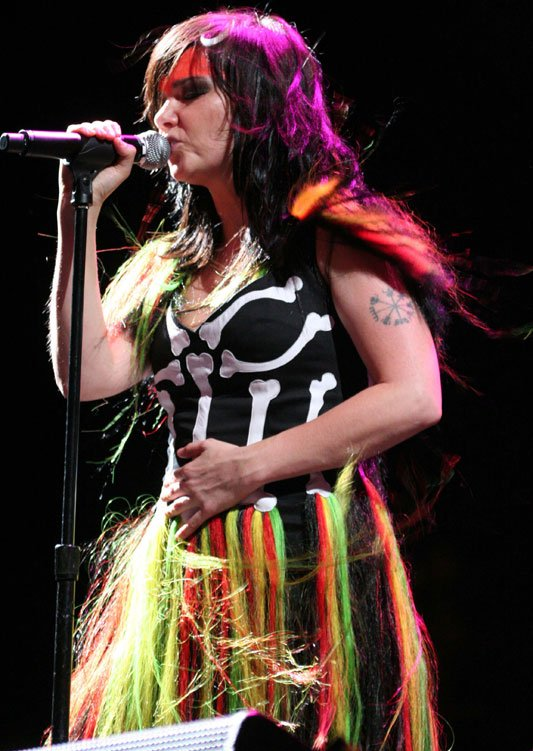
Bien qu'ancrée dans la pop, la musique de Björk est difficilement classable du fait de son éclectisme.

Au cours de ses trois décennies de carrière solo, Björk développe un style musical éclectique et avant-gardiste, qui incorpore des aspects des musiques électroniques,,, de la dance,, de la dance alternative, du trip hop, de la musique expérimentale,,, du glitch, du jazz,, du rock alternatif,, de la musique instrumentale, de la musique concrète, et de la musique classique contemporaine,,. Dès ses débuts, sa musique fait l'objet d'analyse et d'un suivi minutieux, car la chanteuse défie constamment toute catégorisation dans un genre musical précis. Bien qu'elle se qualifie souvent d'artiste pop, elle est considérée comme ayant une « force créatrice expérimentale sans repos »,. Selon Taylor Ho Bynum, du New Yorker, « aucune artiste contemporaine ne comble aussi gracieusement le fossé [entre l'expérimentation musicale et la célébrité pop] que Björk ». Son album Debut, qui mélange la musique électronique, house music, jazz et trip hop, est considéré comme l'un des premiers albums à introduire la musique électronique dans le courant dominant de la musique pop,. Joshua Ostroff résume de manière générale sa vaste intégration de l'art et de la musique populaire en disant qu'« il n'y a pas de meilleur [mot] descriptif pour ce que fait Björk que l'art pop ». Le NME qualifie également ses productions d'« agenda pop constamment progressif ».
Au début de sa carrière solo, avec Debut (1993) et Post (1995), Björk explore les courants musicaux en vogue dans les clubs de Londres,. Debut étant un album de house tandis que Post « puise dans le vortex d'énergie multiculturelle qu'était le Londres du milieu des années 90 où elle s'était installée, et où d'étranges hybrides tels que la jungle et le trip-hop étaient en pleine effervescence ». À partir d’Homogenic (1997), la compositrice souhaite retourner à ses origines en développant une « musique islandaise moderne »,,. Ainsi, comme cité dans le livre Jón Leifs and the Musical Invention of Iceland de Árni Heimir Ingólfsson, qui regroupe les caractéristiques de la musique traditionnelle islandaise, le style musical de Björk se caractérise par l’emploi de nombreuses quintes parallèles (comme sur Jóga, Unravel ou Freefall), l’utilisation de degrés musicaux faibles, l’emploi de mesures irrégulières ou de la modalité (notamment les modes dorien et locrien cité par Leifs),,. La chanteuse associe sur chacun de ses albums depuis 1997 des instruments acoustiques (des cordes dans Homogenic, Vespertine et Vulnicura, des cuivres dans Volta, des flûtes dans Utopia ou des clarinettes dans Fossora) avec des éléments électroniques. Cette idée vient du fait que l’Islande est un pays qui repose sur d'anciennes traditions et une modernisation rapide. Ainsi les éléments acoustiques font écho à l’éducation centrée sur les musiques savantes européennes que la chanteuse a reçue et les éléments électroniques à l’électricité et aux nouvelles technologies qui se sont développés dans son pays,,. La musique de Björk se caractérise aussi par une spatialisation des beats électroniques dans l’espace sonore symbolisant l’« essence volcanique » de son pays, créant ainsi « un espace sonore vaste ».

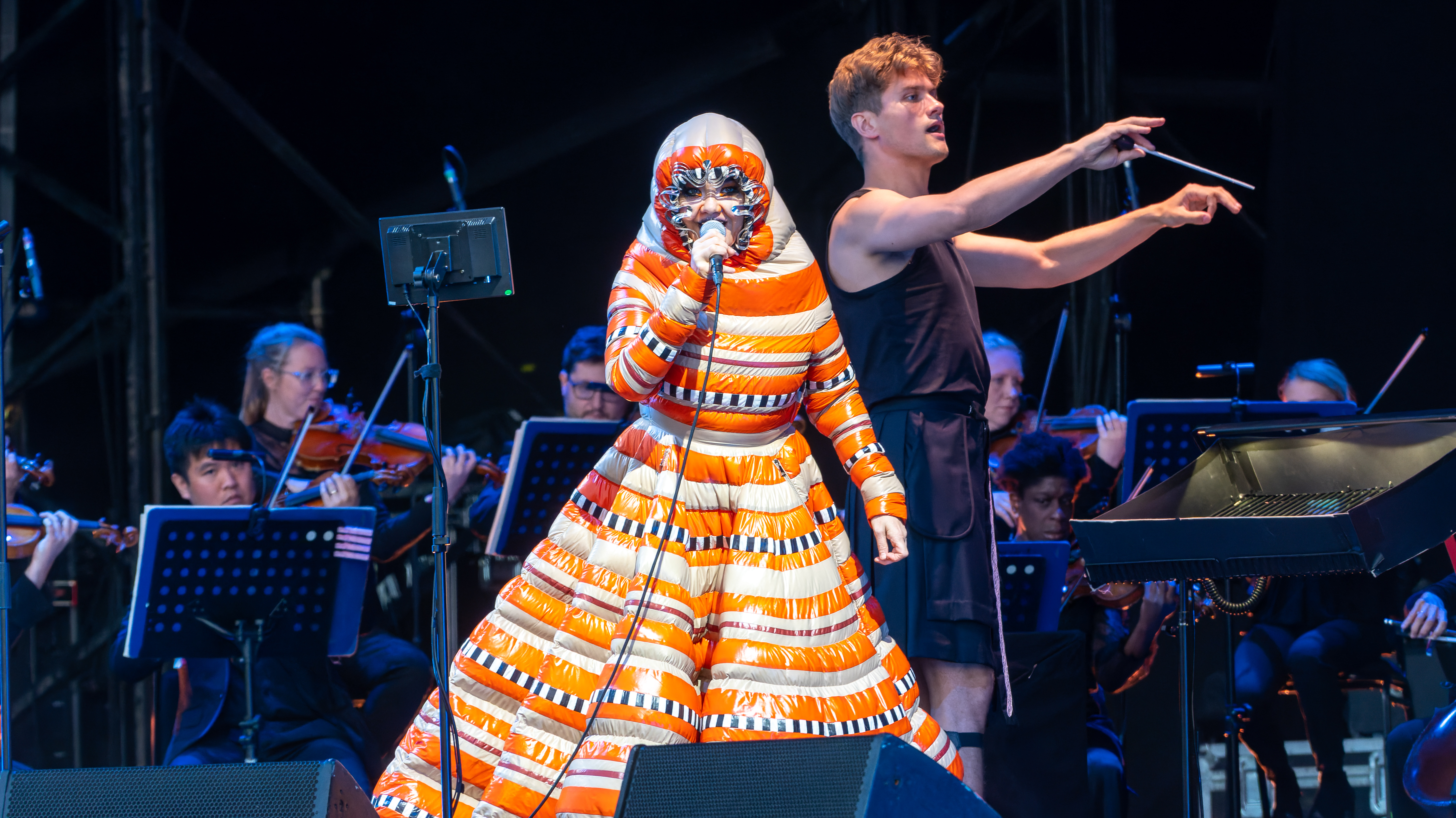
La musique de Björk mélange constamment des instruments acoustiques avec des éléments électroniques afin d'incarner la nature.

Son travail est décrit comme « explorant fréquemment la relation entre la nature et la technologie »,. La nature a toujours été un élément central dans la musique de la chanteuse, puisque celle-ci va tenter de l'incarner par le biais des sons. Ce lien débute dès l'album Homogenic, dont elle veut que la musique soit liée à l'Islande en symbolisant « des volcans rugueux avec de la mousse douce qui pousse partout ». Pour son album Biophilia, développant le lien entre musique, nature et nouvelle technologie, elle explique que « la façon la plus naturelle de rendre la musique visuelle pour [elle] était de la comparer à des éléments de la nature. Ainsi, les formes des chansons sont comme des cristaux, les arrangements se multiplient comme des virus, les accords sont comme les strates des plaques tectoniques, le rythme comme l'ADN qui se réplique, les arpèges comme des éclairs, etc. Le son est assez abstrait et il est parfois difficile de l'expliquer et d'en parler, à moins de le comparer à quelque chose de visuel que tout le monde connaît ».
Björk utilise aussi dans sa musique de nombreux samples. On retrouve de nombreux emprunts à des pièces classiques comme la habanera de Bizet dans Bachelorette, le Boléro de Ravel dans Hunter,, La Nuit transfigurée de Schönberg dans Hidden Place  ou Ainsi Parlait Zarathoustra de Richard Strauss avec le remix de Cover Me,,. De nombreux autres samples provenant des musiques actuelles sont également utilisés comme Go Down Dying de Antônio Carlos Jobim sur Human Behavior, ou When the Levee Breaks de Led Zepplin sur Army of Me.

### Paroles

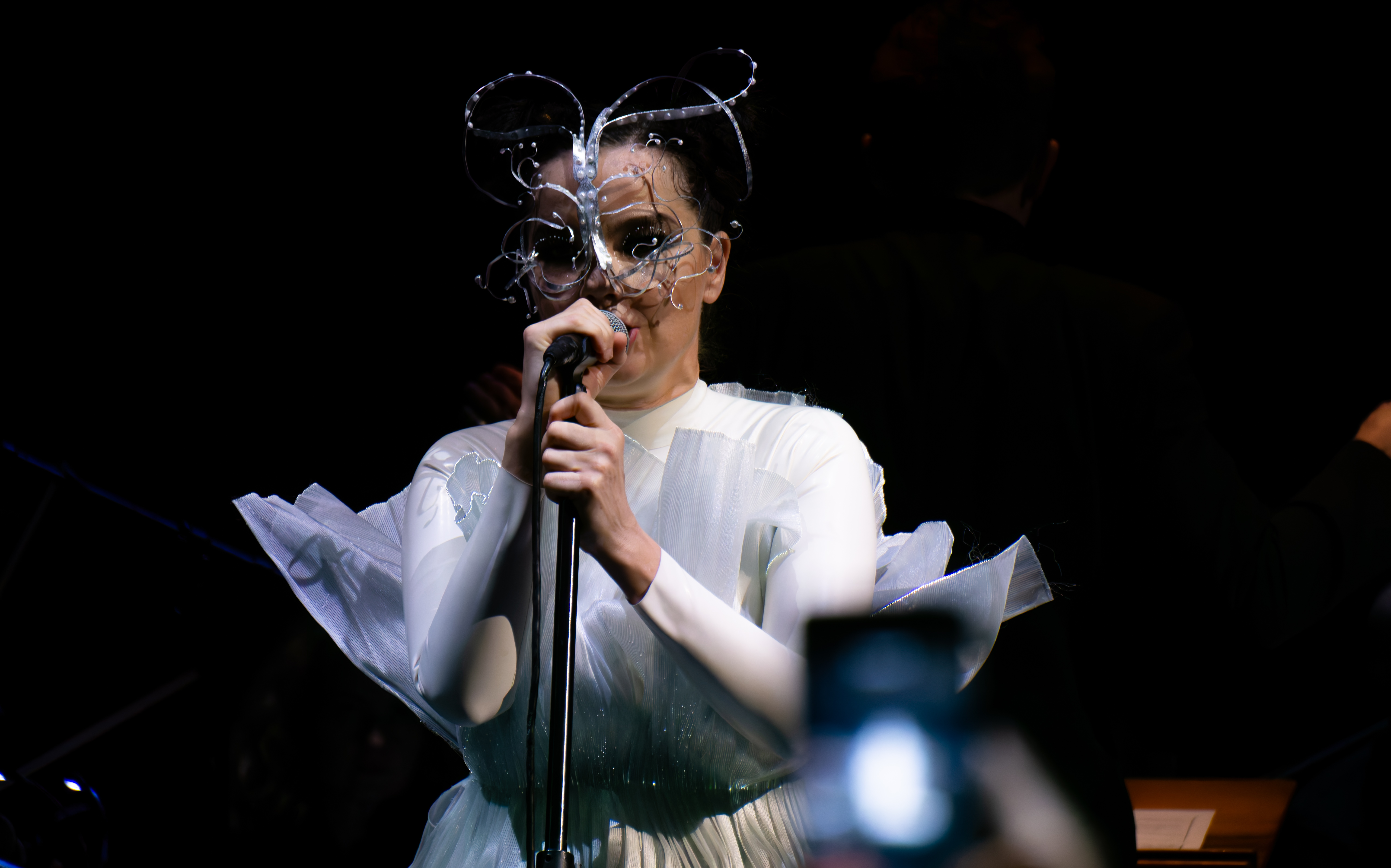
Björk en concert au Royal Albert Hall en 2016.

Les paroles de la chanteuse sont quasiment toutes écrites en anglais, souvent sans rimes, et ne suivent pas toujours la structure couplet/refrain de la plupart des chansons pop. Les quelques chansons de Björk chantées en islandais comme Komið ou Náttúra sont souvent incluses comme pistes bonus à ses albums, à l’exception des morceaux Vökuró sur Medúlla, qui est une œuvre de la compositrice islandaise Jórunn Viðar, et Fagurt Er í Fjörðum une chanson traditionelle présente sur Fossora. La glossolalie est aussi très présente dans ses chansons, notamment dans les albums Homogenic ou Medúlla, et ceci utilise de nombreux phonèmes proches de l'islandais,. La plupart des chansons de Björk abordent des sujets universels comme l’amour, l’intimité, la sexualité, la vie, la mort, et évoquent « des émotions profondément ressenties, toujours tempérées par une pointe d'impertinence »,. Les relations amoureuses sont le sujet dominant dans le catalogue musical de Björk puisque des albums entiers comme Vespertine, Vulnicura ou Utopia sont construits autour de ce sujet,,. La nature est aussi évoquée dans l’œuvre de Björk de par l’emploi d’un vocabulaire tournant autour de la « géographie islandaise », avec l’évocation de la mer et des volcans. À propos du processus de création des chansons de ses albums, la chanteuse déclare : « chaque album est comme une période de ma vie et j’essaie de trouver les chansons et de les rendre aussi diverses que possibles ; mais ensuite j’essaie de comprendre ce qui les unit toutes ».
Bien qu’écrivant la plupart de ses chansons, Björk a aussi mis en musique des textes de Fiodor Tiouttchev (The Dull Flame of Desire) ou E. E. Cummings (Sun in My Mouth, Sonnets/Unrealities XI),,. Elle a également travaillé avec le poète islandais Sjón qui est le parolier de quatorze chansons, comprenant certains de ses plus grands succès comme Oceania, Bachelorette ou I've Seen It All,. Les chansons écrites par le poète traitent généralement de la nature et des mythologies du monde. Certaines pièces comme Isobel et Bachelorette font partie d'une trilogie (incluant le morceau Human Behavior écrit par Björk) étalant l’histoire d’un personnage sur plusieurs morceaux et rappelant les sagas islandaises,.

### Productrice et collaborations musicales

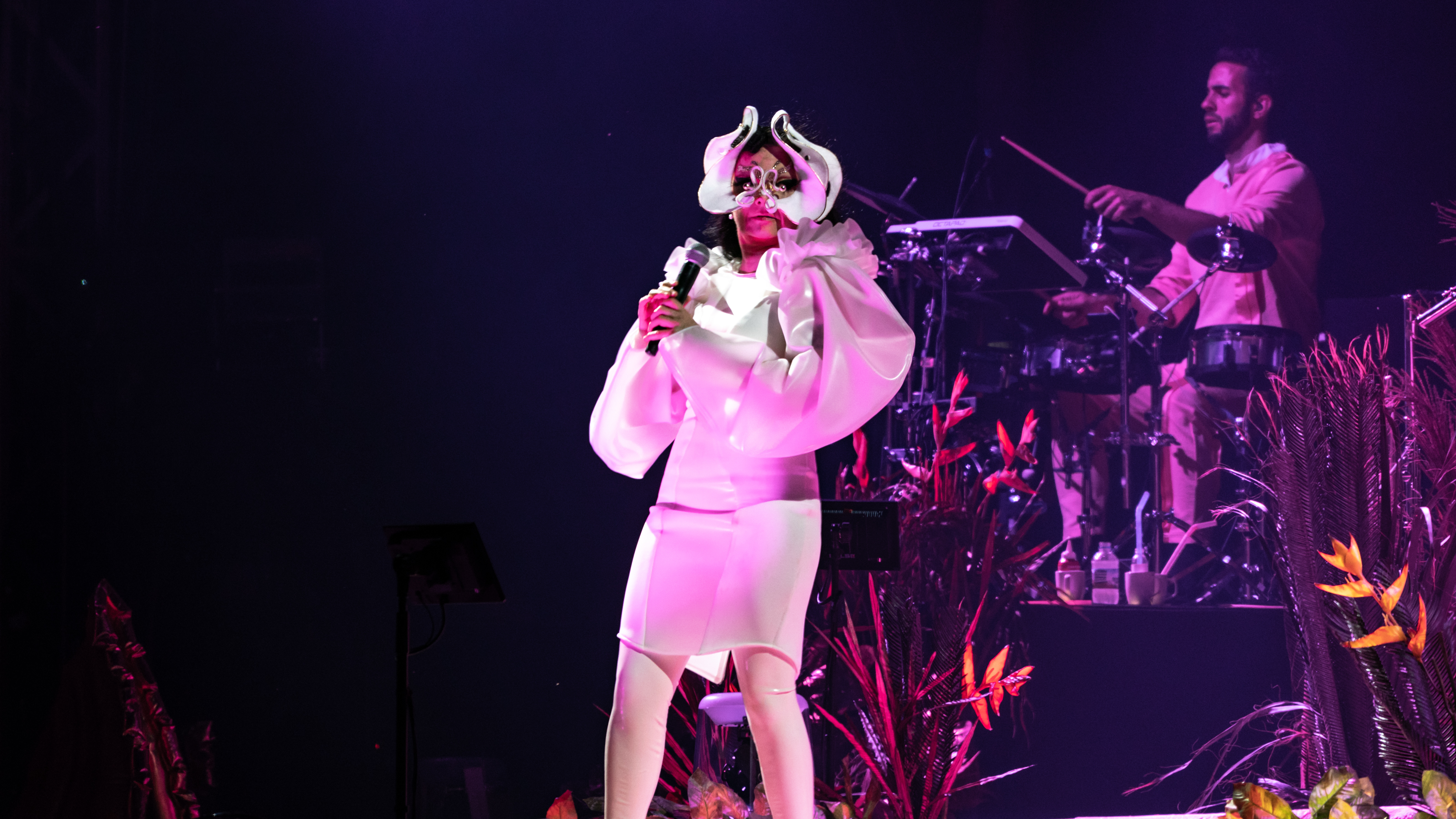
Björk s'impose comme la principale productrice de ses albums, bien qu'elle travaille avec d'autres collaborateurs.

Björk est aussi reconnue pour être la productrice d’une grande partie des éléments électroniques présents dans sa musique. Elle explique avoir beaucoup appris de ses collaborateurs comme Mark Bell et Graham Massey, et ajoute : « ce que peut-être peu de gens savent, c'est que j'écris des beats depuis Debut. Et de plus en plus. La majorité des beats de Vespertine sont de moi ». La chanteuse explique avoir commencé à créer ses premiers beats électroniques quand elle était adolescente à partir de bruits de ronflement de son grand-père,. Par la suite, son travail de production se caractérise par l’enregistrement et la modification de sons l'environnant, notamment ceux des volcans sur Homogenic et de bruits du logis dans Vespertine. Régulièrement, la chanteuse voit son travail être attribué à ses collaborateurs masculins comme Matmos. Ce à quoi elle répond : « je n'ai pas voulu parler de ce genre de choses pendant dix ans, mais je me suis dit : « Tu es une lâche si tu ne te lèves pas. Pas pour toi, mais pour les femmes » […] Par exemple, j'ai réalisé 80 % des rythmes de Vespertine et il m'a fallu trois ans pour travailler sur cet album, parce qu'il n'y avait que des microbeats — c'était comme faire un énorme travail de broderie. Matmos est arrivé les deux dernières semaines et a ajouté des percussions sur les chansons, mais ils n'ont fait aucune des parties principales, et ils sont crédités partout comme ayant fait tout l'album ».
La carrière musicale solo de la chanteuse est marquée par de nombreuses collaborations musicales. Dans un premier temps, Björk choisit avec attention les producteurs de musique électronique avec qui elle souhaite travailler, le premier étant Nellee Hooper (qui a produit des albums pour Sinéad O’Connor et Soul II Soul) sur Debut,,. Sur Post, la chanteuse recontacte Hooper mais afin « que l'album reste frais [musicalement] » celle-ci invite certains des producteurs les plus en vogues, comme Tricky, Graham Massey ou Howie B, à coproduire l’album avec elle,,. Une grande partie de ces musiciens de trip-hop conduisent à associer la musique de Björk « à une musique électronique d’écoute plutôt qu’à une musique électronique de danse ». Par la suite la compositrice travaille avec Mark Bell, du groupe de techno britannique LFO, sur toutes ses sorties se trouvant entre de 1997 à 2012. Björk explique qu’elle et Bell ont une « relation musicale magnifique qui repose sur une grande confiance ». Elle loue aussi l’ego du musicien, déclarant à propos de ses chansons : « j'ai programmé certains beats, et il est venu ajouter juste le rythme qu'il fallait pour compléter le morceau. C'est très généreux et peu d'artistes électroniques sont aussi flexibles. Ils veulent prendre d'assaut votre chanson et la modifier pour en faire leur propre environnement ». Elle collabore par la suite avec la musicienne et productrice vénézuélienne Arca. Björk décrit alors leur collaboration comme étant « la relation musicale la plus forte [qu'elle ait] eue », la comparant à celle de Joni Mitchell et Jaco Pastorius lors des albums Hejira et Don Juan's Reckless Daughter. « C'est [ce que cette synergie donne] quand deux personnes perdent leur ego », déclare la chanteuse qui loue les deux artistes. La chanteuse travaille tout au long de sa carrière avec d’autres producteurs comme le duo Matmos, Timbaland, Guy Sigsworth, Markus Dravs, Kasimyn ou Marius de Vries.
Ses collaborations se poursuivent au-delà des albums : pour presque chacune de ses chansons, Björk engage une horde hétéroclite de remixeurs pour les réinterpréter comme The Black Dog, 16bit, Sega Bodega, Shygirl ou Death Grips. Ces ainsi que des albums entiers dédiés aux remixes comme Telegram, The Best Mixes from the Album-Debut ou Bastards sont publiés,,. La chanteuse invite aussi tout au long de sa carrière différents interprètes et formation musicales à travailler avec elle. Ainsi, sa carrière est marqués par de nombreux duos comme avec Anohni, serpentwithfeet, Catherine Deneuve, Konono N°1, PJ Harvey, Thom York, Rosalía ou avec ses deux enfants Sindri Eldon et Isadóra Bjarkardóttir Barney.

### Influences et héritage
Bien que Björk déclare être influencée par « tout », elle cite Stockhausen, Kraftwerk, Steve Reich, Brian Eno et Mark Bell parmi les personnes qui l'ont le plus influencée,. Elle s'inspire également de compositeurs comme Arnold Schönberg, Richard Strauss ou Olivier Messiaen qui lui donne très tôt l'envie de s'« essayer à la composition d'avant-garde, créant des pièces à partir d'objets sonores trouvés, comme une cassette de son grand-père en train de ronfler »,. Parmi les « auteurs-compositeurs-interprètes confessionnels » que Björk recommande, on trouve Abida Parveen, Chaka Khan, Joni Mitchell et Kate Bush, cette dernière ayant exercé une influence déterminante sur sa carrière,. La chanteuse explique que Joni Mitchell l'a inspirée pour écrire ses propres chansons car elle a trouvé « très libérateur » que celle-ci « a[it] créé son propre [univers musical féminin] ». Lors d'une interview accordée à Pulse, on apprend qu'« une grande partie des premières influences de Björk étaient des livres (L'Histoire de l'œil de Georges Bataille, Le Maître et Marguerite de Mikhaïl Boulgakov) et des films (Tampopo, Star Wars, Le Tambour) disponibles à l'étranger. Mais si l'on parle de l'Islande, on touche au cœur de sa matière, à la source de sa vision de la vie ». En effet, à propos de son pays natal la chanteuse déclare :

« Je suis islandaise et mes racines sont ici. Le temps, les montagnes… […] Je ne m’efforce pas de faire les choses à l’islandaise, je reste juste fidèle à ce que je suis. Ma famille est islandaise depuis des siècles, et je suis née ici, avec toutes ces choses en moi. Avec ce visage, ce corps et ces influences. C’est tellement ancré dans mon subconscient que je n’ai pas besoin de me concentrer dessus. C’est très présent en moi. »

— Björk, 1997
Durant ses années d'études à l'école de musique, Björk s'intéresse très rapidement à l'avant-garde, à la musique classique et à la musique minimaliste,, tout en devenant une « folle de jazz ». Bien que sa musique soit plus systématiquement tonale et qu'elle ait plus d'attrait pour le grand public, elle se considére comme redevable aux compositeurs d'avant-garde Karlheinz Stockhausen, Meredith Monk (avec qui elle devient amie et qui se considère comme la « mère esthétique de Björk »), Sun Ra et Philip Glass,. Dans un article paru en 2008 dans The Guardian, Björk considère Stockhausen comme la racine de la musique électronique, écrivant : « il a déclenché un soleil qui brûle encore et brillera longtemps ». Au début de sa carrière, Björk cite également David Attenborough comme sa plus grande influence musicale, déclarant « qu'elle s'identifie à sa soif d'explorer des territoires nouveaux et sauvages ». Elle explique également qu'elle « [aime] découvrir des sons qu’[elle] n'avai[t] jamais entendus auparavant ».
Dès le début de la carrière de Björk, de nombreuses personnalités, comme Madonna, PJ Harvey, Renée Fleming, Jeff Buckley, Beyoncé ou David Attenborough, témoignent leur respect envers la chanteuse. Par la suite de nombreux artistes contemporains expliquent avoir été influencés par la compositrice, notamment Christine and the Queens, Kylie Minogue, Charli XCX, Aurora, Simone Simons,, Tamino, Ellie Goulding, SZA, Lindsay Schoolcraft, Travis Scott, Caroline Polachek, Jeanne Added, David Longstreth, Loreen, Patrick Wolf, Youn Sun Nah, Arca, Solange Knowles ou Katy Perry. Amy Lee, du groupe Evanescence, explique que la chanteuse à beaucoup inspiré son groupe et que l'album Post est « l'un des plus grands disques de [sa] vie »,,. La chanteuse barcelonaise Rosalía déclare au magazine Pitchfork qu'elle « remercie Dieu pour l'existence de Björk » car elle a « ouvert la voie aux productrices »,. Thom Yorke et Ed O'Brien de Radiohead expliquent avoir « été un peu envieux de la façon dont Björk a été capable de réinventer la musique ». Emily Mackay du magazine NME, à l'occasion des vingt ans de l'album Debut, trouve l'influence de la chanteuse dans la musique de M.I.A., Grimes, These New Puritans ou Tune-Yards expliquant que « c'est dans des artistes individuels fascinants comme ceux-là que vous trouverez l'influence [de Björk] ». Elle note aussi que son style dance-pop s'est répercuté dans la musique d'artistes comme Lady Gaga et Robyn. En 2015, le magazine Time la classe parmi les 100 personnalités les plus influentes du monde. Elle apparaîtra aussi, imitée par la drag queen Katya, dans l'émission RuPaul's Drag Race en 2016.
En octobre 2024, une nouvelle espèce de grand papillon est décrite aux États-Unis. Elle est nommée « Pterourus bjorkae » en l'honneur de la chanteuse.

### Image publique

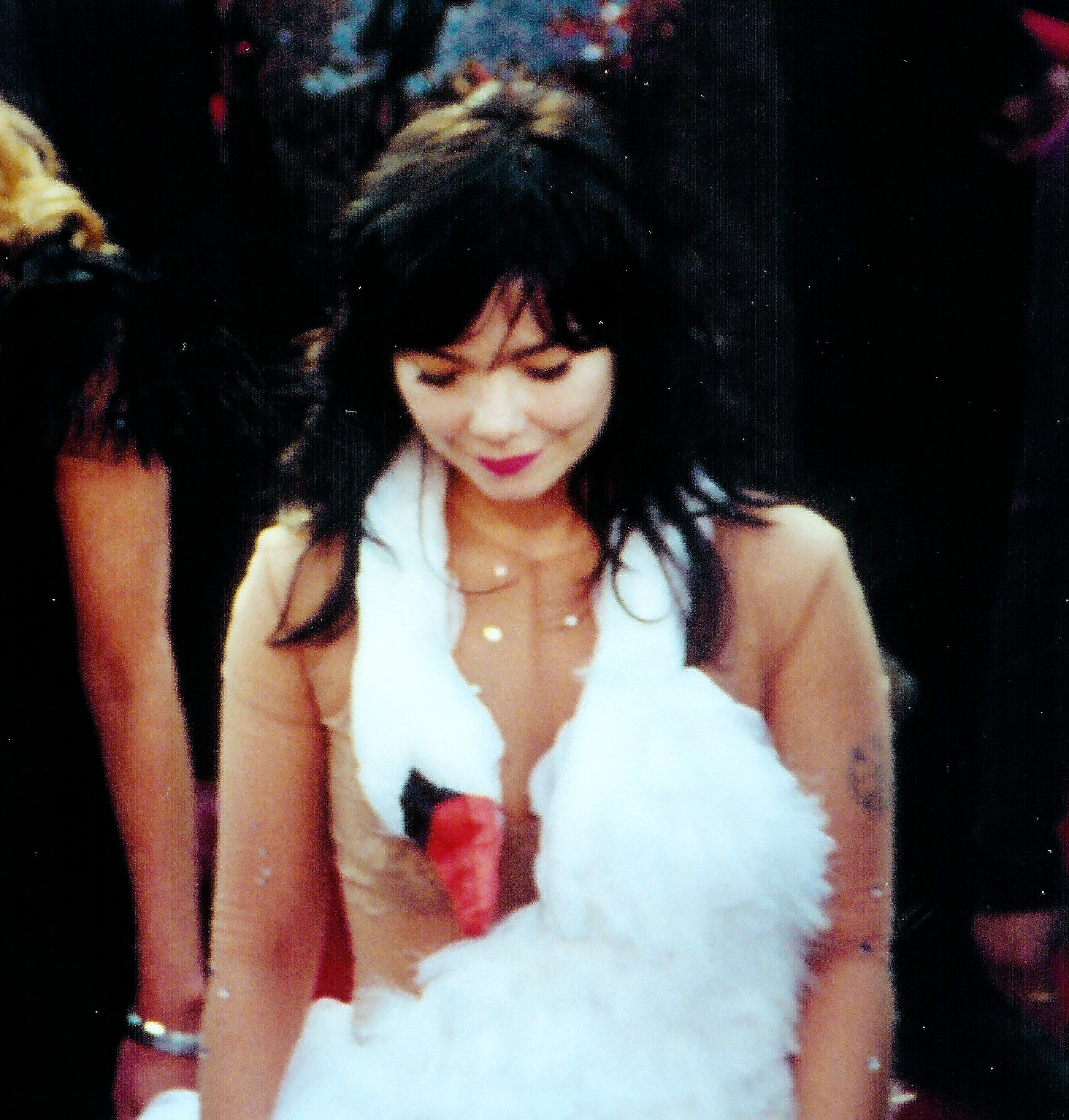
Björk en 2001, vêtue de la célèbre robe-cygne conçue par Marjan Pejoski.

Au début des années 1990, Björk lance sa carrière solo au moment où toute une génération de musiciennes comme Tori Amos, PJ Harvey, Fiona Apple ou Lauryn Hill, imposaient leurs visions de la musique dans une industrie dirigée par les hommes,. Avec ses deux premiers albums la chanteuse cultive une image excentrique, mignonne, enfantine lui valant des qualificatifs d'« elfe », de « lutin » ou d'« ovni » de la musique,,,. À la suite de problèmes avec les paparazzis et de l'attentat déjoué en 1996, Björk abandonne son image mignonne au profit de celui d'une femme mature à la pointe de l'avant-garde et des nouvelles technologies, aux idées et conventions féministes, tout en parlant de sa propre sexualité et en gardant un lien étroit avec la nature. À la suite de ses innovations dans le monde de la musique, Björk est considérée et régulièrement appelée « La Reine de la pop expérimentale »[réf. à confirmer].
Björk, au début de sa carrière solo, cherche à se créer une image l'éloignant de celle des Sugarcubes. Celle-ci expique : « Pour la première fois, c’était ma musique, mon bébé. J’étais donc très protectrice. Je venais de quitter l’Islande pour changer mes habitudes, tenter une musique qui n’avait encore jamais été faite. […] Je ne pouvais donc rien prendre à la légère. Pendant deux mois, je me suis assise face à ma télévision et j’ai regardé des milliers de vidéos ». C'est par ce moyen qu'elle découvre Michel Gondry, qui produira huit de ses clips vidéos, qu'elle contacte pour le clip de Human Behaviour et qui lancera la carrière des deux artistes. Ensemble, ils imaginent des clips vidéos qui racontent des histoires (notamment avec la trilogie Human Behaviour, Isobel et Bachelorette). Pour ses autres vidéo clips, Björk fait appel à de nombreux autres réalisateurs renommés comme Sophie Muller, Stéphane Sednaoui, Spike Jonze, Chris Cunningham, Michel Ocelot ou encore Jean-Baptiste Mondino. Elle fait aussi appel à des artistes qui ne sont pas habitués des vidéo-clips (certains n'avaient d'ailleurs jamais réalisé le moindre film avant) : Alexander McQueen, Nick Knight, M/M (Paris) (graphistes français), Eiko Ishioka (graphiste japonaise), Lynn Fox (collectif de graphistes), John Kricfalusi (animateur), Gabríela Friðriksdóttir, Viðar Logi, Inez Van Lamsweerde et Vinoodh Matadin (photographes).

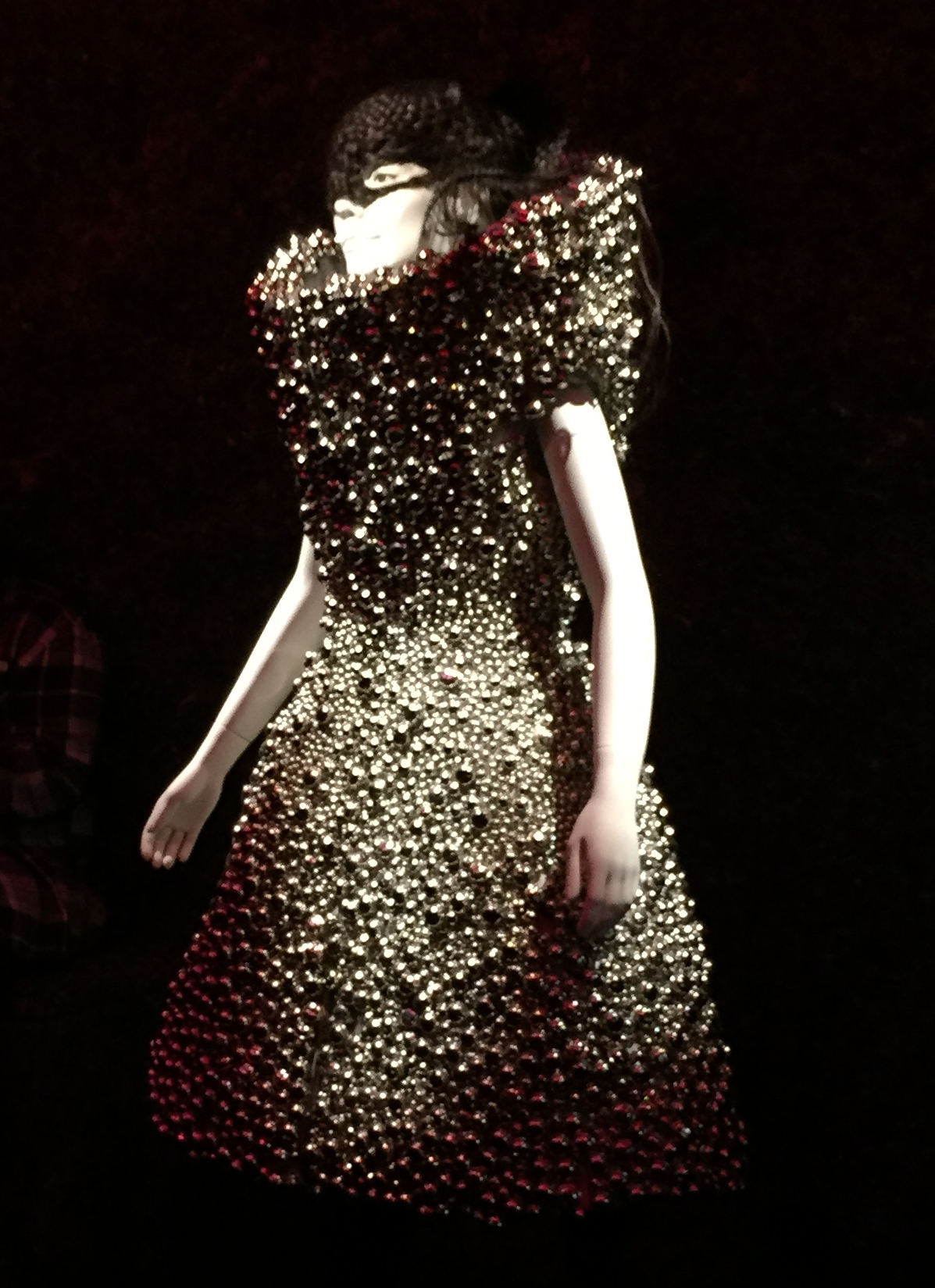
Un mannequin portant le masque de cheveux et la robe cloche conçue par Alexander McQueen pour le clip de Who Is It, à l'exposition de Björk au MoMA.

Depuis le début de sa carrière solo, la chanteuse met en avant son goût pour la mode d'avant-garde, qu'elle porte notamment lors de ses apparitions en concert ou à la télévision, mais aussi sur les pochettes de ses albums. Elle rencontre de nombreux stylistes parmi lesquels Alexander McQueen, qui signe le kimono porté sur la pochette d'Homogenic et pour qui elle collabore pour une installation intitulée Angel, présentée à Avignon en 2000. McQueen et Björk collaboreront par la suite à plusieurs reprises, notamment avec des tenues créées pour certains concerts ou clips comme Pagan Poetry et Who Is It. De même, sur la pochette de l'album Post et pour la tournée du même album, elle porte des robes du créateur Hussein Chalayan, lequel a en outre participé au livre Björk. Elle rend également culte la « robe-cygne » conçue par Marjan Pejoski, qu'elle porte sur la pochette de Vespertine, durant la tournée de cet album et lors de la 73e cérémonie des Oscars en 2001. La robe est alors très critiquée pour son côté étrange et est considérée par plusieurs médias comme « le faux pas de la mode de l'année »,. Björk et la « robe-cygne » marquent alors les esprits, la tenue est classée en 8e place du « Top 20 des robes les plus emblématiques du tapis rouge », est imitée par Ellen DeGeneres lors de la 53e cérémonie des Primetime Emmy Awards et apparait dans un épisode des Simpsons. Au sujet de la mode, Björk clame que « les gens intellectualisent trop les vêtements, les prennent trop au sérieux » et regrette « cette tendance tacite de vouloir se subordonner à une sorte d'uniforme de police, de se conformer à un stéréotype ». Elle porte d'autres créations de Pejoski, dont une « robe lampion rose » lors de la remise des prix du Festival de Cannes 2000. Björk a également collaboré avec la marque japonaise Comme des Garçons, le duo néerlandais Viktor & Rolf, le couturier américain Jeremy Scott, le styliste italien Alessandro Michele de la maison Gucci ou encore le créateur Bernhard Willhelm, qui a signé la sculpture sur la pochette de l'album Volta. Elle travaille également avec la styliste d'avant-garde néerlandaise Iris van Herpen qui lui signe plusieurs tenues à partir de 2011, comme la robe de l'album Biophilia et la robe « Sphaera » que Björk porte à chaque fin de concert lors de la tournée Cornucopia. Lors des tournées Björk Orkestral et Cornucopia, la chanteuse porte sur scène de nombreuses tenues rappelant des éléments de la nature. La chanteuse fait réaliser à partir de Vulnicura plusieurs masques par James Merry, d'abord brodés puis imprimés en 3D ou faits avec du latex,. Elle collabore également, depuis l'album Utopia (2017), avec la make-up artist et drag queen berlinoise Hungry pour lui donner un visage non humain,. En 2024, elle apparaît pour la première fois en couverture de Vogue, pour l'édition scandinave d'avril et mai, avec une séance photo réalisé par l'islandais Viðar Logi.

## Prises de position et autres activités

### Opinions politiques

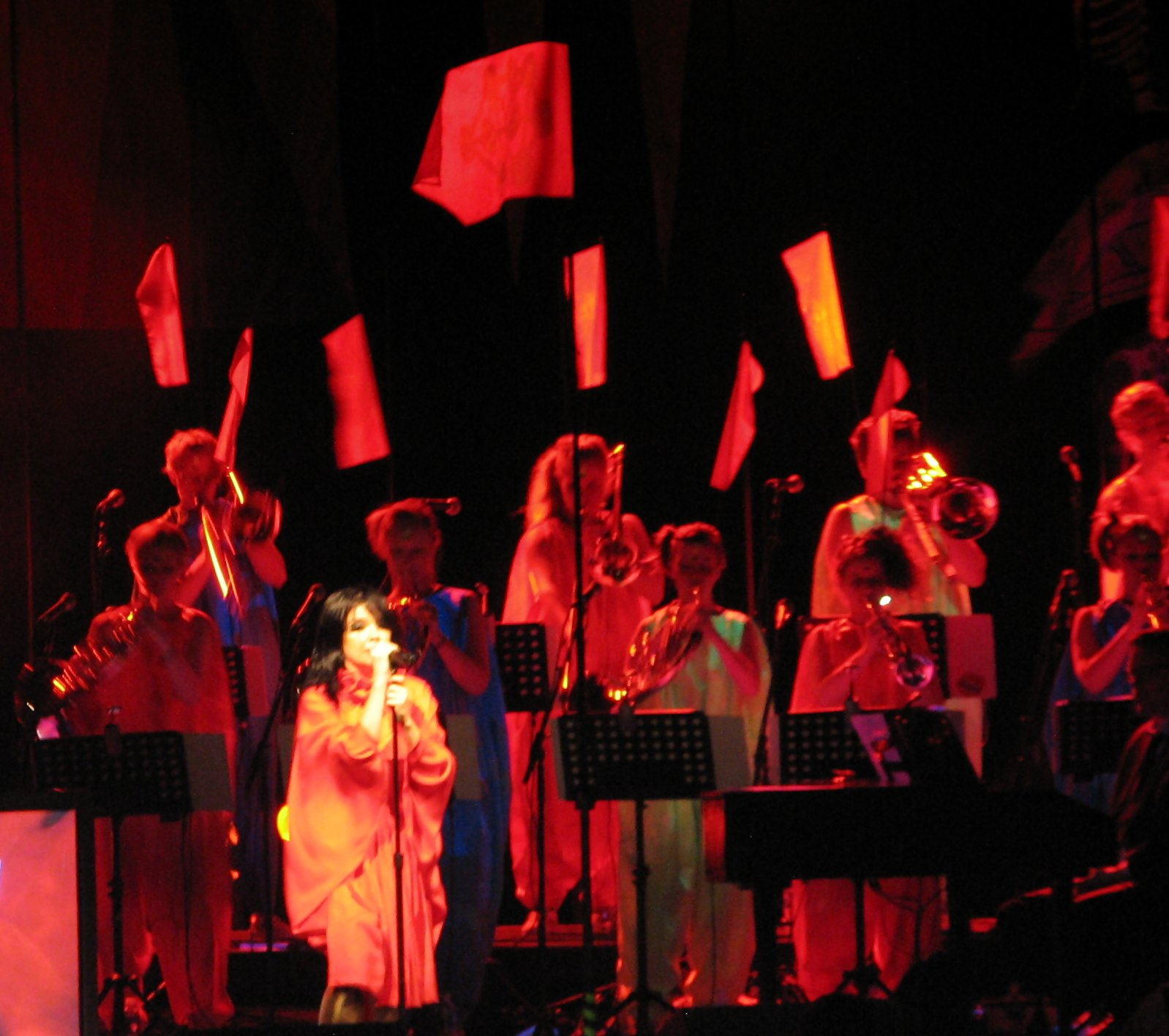
Björk utilise régulièrement la chanson Declare Independance pour montrer son soutien aux pays qui cherchent à garder leur indépendance.

Les années que Björk passe chez Kukl la rapprochent du collectif anarchiste Crass. Bien qu'elle hésite depuis à être considérée comme une personnalité ouvertement politique, comme elle l'a indiqué sur son site Internet, elle soutient de nombreux mouvements de libération, y compris l'indépendance du Kosovo. Jusqu'aux années 2000, Björk reste discrète voire muette sur ses opinions politiques, qui n'apparaissent dans son œuvre qu'à partir de Medúlla (2004), dont la fin de la chanson Mouth's Craddle fait référence à George W. Bush et Oussama ben Laden, qu'elle met implicitement dans le même lot,.
À la fin des années 1990, elle participe toutefois à la série de concerts intitulée Tibetan Freedom Concert. Par la suite la chanteuse utilise sa chanson Declare Independence, tirée de Volta (2007), en faveur de l'indépendance de plusieurs pays. Le 2 mars 2008, lors de son unique concert en Chine, à Shanghai, aussitôt après avoir chanté la chanson et juste avant de quitter la scène, elle s'écrie « Tibet, Tibet, raise your flag! » (soit « Tibet, Tibet, lève ton drapeau ! ») en soutien au Mouvement international pour l'indépendance du Tibet. Le ministère chinois de la culture publie un communiqué par l'intermédiaire de l'agence de presse nationale Xinhua, dans lequel il déclare que Björk avait « enfreint la loi chinoise » et « blessé les sentiments du peuple chinois », et souligne qu'il va désormais renforcer son contrôle sur les artistes étrangers se produisant en Chine,. En conséquence, la Chine interdit désormais à Björk de se produire sur son sol. Björk  dédie aussi la chanson Declare Independence aux îles Féroé et au Groenland pour qu'ils se détachent du Danemark, ce qui provoque une petite controverse dans le premier pays cité,,. Après que Björk a dédié à deux reprises la même chanson au peuple du Kosovo lors d'un concert au Japon, son passage au festival EXIT en Serbie est annulé officiellement pour des raisons de sécurité,. En 2014, Björk dédie le titre dans un post Facebook au peuple écossais à l'approche du référendum sur l'indépendance de l'Écosse. En octobre 2017, elle poste un tweet dédiant le titre à la Catalogne à l'occasion du référendum sur l'indépendance catalane.
En août 2012, elle soutient les membres du collectif punk féministe russe Pussy Riot qui ont été arrêtées à Moscou : « En tant que musicienne et mère j'aimerais exprimer mon désaccord féroce concernant leur emprisonnement dû à une protestation pacifique […] Les autorités russes devraient les laisser rentrer chez elles auprès de leurs familles et de leurs enfants »,. Elle leur dédie la chanson Declare Independence lors d'un concert à Helsinki,.
Dans l'album Utopia (2017), la chanteuse propose sa vision féministe et matriarcale d'un monde possible loin des mauvais côtés de la politique et des changements climatiques.
En novembre 2023, pendant la guerre entre Israël et le Hamas, elle publie sur ses réseaux sociaux des messages remettant en cause l'occupation israélienne de la Palestine.

### Actions humanitaires
C'est après le désastre du tsunami dans l'océan Indien fin 2004 que Björk lance le projet Army of Me: Remixes and Covers afin de collecter des fonds. Ce projet a pour but de recruter par concours des musiciens et des fans pour remixer le titre Army of Me (1995). Parmi plus de 600 réponses, Björk et son coauteur Graham Massey sélectionnent les vingt meilleures versions pour figurer sur l'album. L'album sort en avril au Royaume-Uni et fin mai 2005 aux États-Unis. Mis sur le marché au début de 2006, l'album récolte 250 000 £ pour aider l'Unicef. Dans la continuité de ce projet, Björk effectue en février 2006 un voyage à Banda Aceh, pour se rendre compte du travail effectué par l'Unicef auprès des enfants victimes du tsunami.
Le 2 janvier 2005, elle participe au Live 8, série de concerts organisée pour faire pression sur les dirigeants du G8 pour qu'ils luttent contre la pauvreté en Afrique. Björk se produit alors au Japon, accompagnée de Matmos, un octuor japonais et Zeena Parkins, pour jouer huit titres, dont All Is Full Of Love. Do As Infinity, Good Charlotte et McFly se sont produits durant ce concert,.
En septembre 2010, Björk verse tous les bénéfices de la chanson The Comet Song, tirée du film Les Moomins et la chasse à la comète, à l'Unicef afin d'aider les enfants victimes d'inondations au Pakistan,.

### Environnementalisme

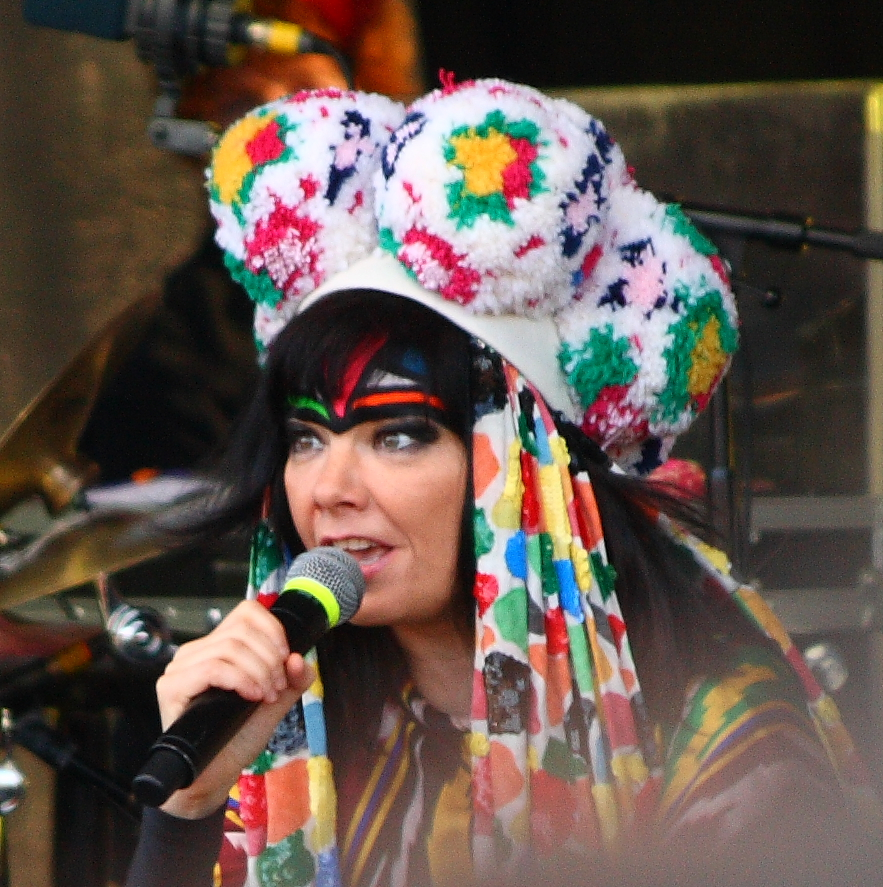
Björk lors du concert Náttúra à Reykjavik le 28 juin 2008.

Björk s'intéresse également aux questions environnementales en Islande. En 2004, elle participe au concert Hætta à Reykjavik, organisé pour protester contre la construction d'usines d'aluminium Alcoa dans le pays, qui font de l'Islande la plus grande usine d'aluminium d'Europe,. Elle fonde l'organisation Náttúra, « qui vise à aider les entreprises islandaises à devenir plus durables et plus respectueuses de l'environnement, et à promouvoir d'autres façons d'utiliser les ressources de l'île, comme l'énergie géothermique ». En octobre 2008, Björk écrit un article pour le Times sur l'économie islandaise et donne son avis sur l'utilisation proposée des ressources naturelles pour sauver le pays de la dette. En collaboration avec Audur Capital, elle crée une collecte de fonds intitulé BJÖRK pour soutenir la création d'industries durables en Islande.
En juin 2008, elle donne un concert avec le groupe islandais Sigur Rós pour sensibiliser le public sur l'utilisation des ressources naturelles islandaises et de l'énergie hydroélectrique et géothermique par les entreprises d'aluminium. Le 20 octobre 2008, Björk publie le morceau Náttúra, qui promeut la protection de l'environnement islandais, en collaboration avec Thom Yorke de Radiohead. Toutes les recettes de la chanson sont reversées à la Fondation Náttúra, qui a donné son nom à la chanson,. En novembre 2008, devant le marasme économique subi par l'Islande en raison de la crise financière mondiale, elle prône l'adoption de l'euro par l'Islande, ce qui impliquerait l'adhésion de son pays à l'Union européenne. D'autre part, elle participe à la création d'un fonds d'aide destiné à relancer l'économie islandaise.
En septembre 2010, la société canadienne d'énergie renouvelable Magma Energy acquiert 98,5 % des actions de la société islandaise d'énergie géothermique HS Orka. Le 21 mai, Björk écrit une lettre ouverte au Reykjavík Grapevine appelant le gouvernement islandais à « faire tout ce qui est en son pouvoir pour révoquer les contrats avec Magma Energy ». Soutenue par la Première ministre Jóhanna Sigurðardóttir, Björk lance une pétition en se produisant à la Nordic House à Reykjavik le 19 juillet. Elle est soutenue par l'eurodéputée Eva Joly.
En 2014, Björk participe à l'organisation Stopp, Let's Protect the Park, un événement créé pour collecter des fonds et sensibiliser à la préservation de la nature islandaise. Cet événement comprend un spectacle au Harpa à Reykjavik, au cours duquel elle interprète trois chansons. Björk parvient ainsi à lever 35 millions de couronnes islandaises, et souhaite utiliser cet argent pour créer un parc national au centre de l'Islande.
Le 6 novembre 2015, Björk partage une vidéo sur sa chaîne YouTube dans laquelle elle appelle à une action mondiale pour sauver les hauts plateaux islandais de la destruction environnementale. Dans la vidéo, l'artiste exhorte « le monde à nous soutenir contre notre gouvernement » afin d'arrêter un projet de construction de centrales électriques sur les hautes terres islandaises.
En octobre 2023, Björk annonce s'associer à la chanteuse barcelonaise Rosalía et au producteur Sega Bodega pour sortir le 21 décembre 2023 la chanson Oral,. Il s'agit d'une démo retravaillée écrite entre Homogenic et Vespertine. La chanson est destinée à soutenir les habitants de Seyðisfjörður contre la pisciculture intensive financée par la Norvège, qui menace de dégrader les écosystèmes locaux. Les recettes de cette chanson seront reversées à Aegis, une organisation environnementale que Björk a fondée avec d'autres activistes islandais pour mettre fin à l'élevage intensif de poissons qui détruit les fjords,. La chanson est un soutien au film écologiste Laxaþjóð : A Salmon Nation, l'avant-première qui a lieu le 8 février 2024 à Reykjavik est suivi d’un débat et d’un concert.
Du 20 novembre au 9 décembre 2024, elle réalise avec l'artiste et photographe Aleph Molinari Nature Manifesto, une installation sonore immersive, à l'occasion du forum « Biodiversité : quelle culture pour quel futur ? » au Centre Georges-Pompidou à Paris. Il s'agit d'un « manifeste post-optimiste sur la nature », mêlant un texte de la chanteuse à des cris d'animaux disparus ou en voie de disparition et des paysages sonores naturels. La plupart des sons ont été produits et créés par Björk et Robin Meier Wiratunga à partir de logiciels de l'Ircam et d'intelligences artificielles. Le 14 novembre 2024, la chanteuse se joint à l'association BLOOM afin d'interpeler le président français Emmanuel Macron pour arrêter la pêche au chalut dans les aires marines protégées françaises et sanctuariser ces espaces marins.

### Artistes soutenus

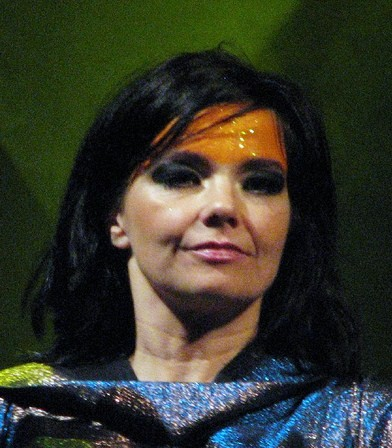
Durant sa carrière Björk devient la mentore de nombreux artistes.

Tout au long de sa carrière, Björk a utilisé sa position et son influence pour aider à lancer de nouveaux artistes et groupes en les accompagnant dans leur carrière.
Le premier exemple est celui de la productrice de musique électronique d'origine iranienne Leila Arab, qui est d'abord recrutée comme claviériste et choriste lors de la première tournée internationale en solo de Björk en 1993, pour promouvoir Debut. En 1995, Björk recontacte Arab pour son deuxième groupe de tournée en soutien à Post. Cette fois, Arab a pour la première fois l'occasion d'expérimenter le mixage en direct depuis la scène plutôt que de jouer des claviers. Cette expérience constituera plus tard la base de la carrière musicale solo d'Arab, qui intégre le mixage de ses propres compositions et spectacles en direct. Elle sort ensuite trois albums en solo au cours des années 1990 et s'est produite pour des labels électroniques influents comme Rephlex Records, XL Recordings et Warp Records.
En 1998, Björk crée son propre label éphémère, Ear Records, qui opère sous l'égide de One Little Indian Records. L'unique artiste signé par Björk est son amie Magga Stína, qui enregistre son premier album solo sous la direction de Graham Massey (du groupe britannique d'électronique 808 State), collaborateur de longue date de Björk. L'album s'intitule simplement An Album et ne contient qu'un seul single, Naturally. En 1998, Björk invite Magga à assurer la première partie de son Homogenic Tour puis à contribuer en 2004 à la production de Medúlla. Magga continue de se produire et d'enregistrer en Islande.
En 2001, Björk découvre la chanteuse de gorge inuite canadienne Tanya Tagaq qui est ensuite considérée comme une invitée spéciale pour plusieurs dates de la tournée Vespertine. En 2004, Tagaq est invitée à collaborer à l'album a cappella Medúlla, en participant au duo Ancestors,. La chanson figure ensuite sur le premier album solo de Tagaq, Sinaa (2005).
En 2004, Arab découvre le travail de l'artiste multimédia finlandaise Heidi Kilpeläinen, qui combine de la pop électro artisanale et lo-fi avec ses propres vidéos musicales autoproduites, qui se fait connaitre sous l'alter ego HK119. Leila parle rapidement du travail de HK119 à Björk, qui commence à la mentionner dans divers articles de presse et interviews. En 2004, Arab annonce que HK119 est son artiste préféré de 2004. HK119 est rapidement signé par le label de Björk, One Little Indian Records, qui sort son premier album en 2006. HK119 et Björk ont participé à une interview commune dans le magazine Dazed & Confused en 2006, dans laquelle Björk déclare à propos du travail de sa collègue : « C'est unique. Même si je vous donnais 3 millions de dollars, vous ne pourriez pas l'améliorer… Sa simplicité est sa force ». HK119 a ensuite sorti ses albums Fast, Cheap and Out of Control en 2008 et Imaginature en 2013, tous deux chez One Little Indian Records.
En 2009, Björk utilise son site web et diverses interviews pour promouvoir deux nouveaux groupes. Le premier est celui de sa collègue musicienne islandaise Ólöf Arnalds, qui est également membre du groupe de folktronica islandais Múm. En 2006, Arnalds sort son premier album solo Við Og Við en Islande. Lors d'une interview à la radio, Björk la mentionne parmi ses nouveaux groupes préférés et encourage One Little Indian Records à rééditer l'album au Royaume-Uni et en Europe en 2009. Björk fait également l'éloge des œuvres de l'artiste anglaise Micachu et du chanteur syrien Omar Souleyman. Plus tard, elle utilise son site web pour accueillir la première vidéo de Micachu, Turn Me Well, publiée par Rough Trade Records.

## Discographie

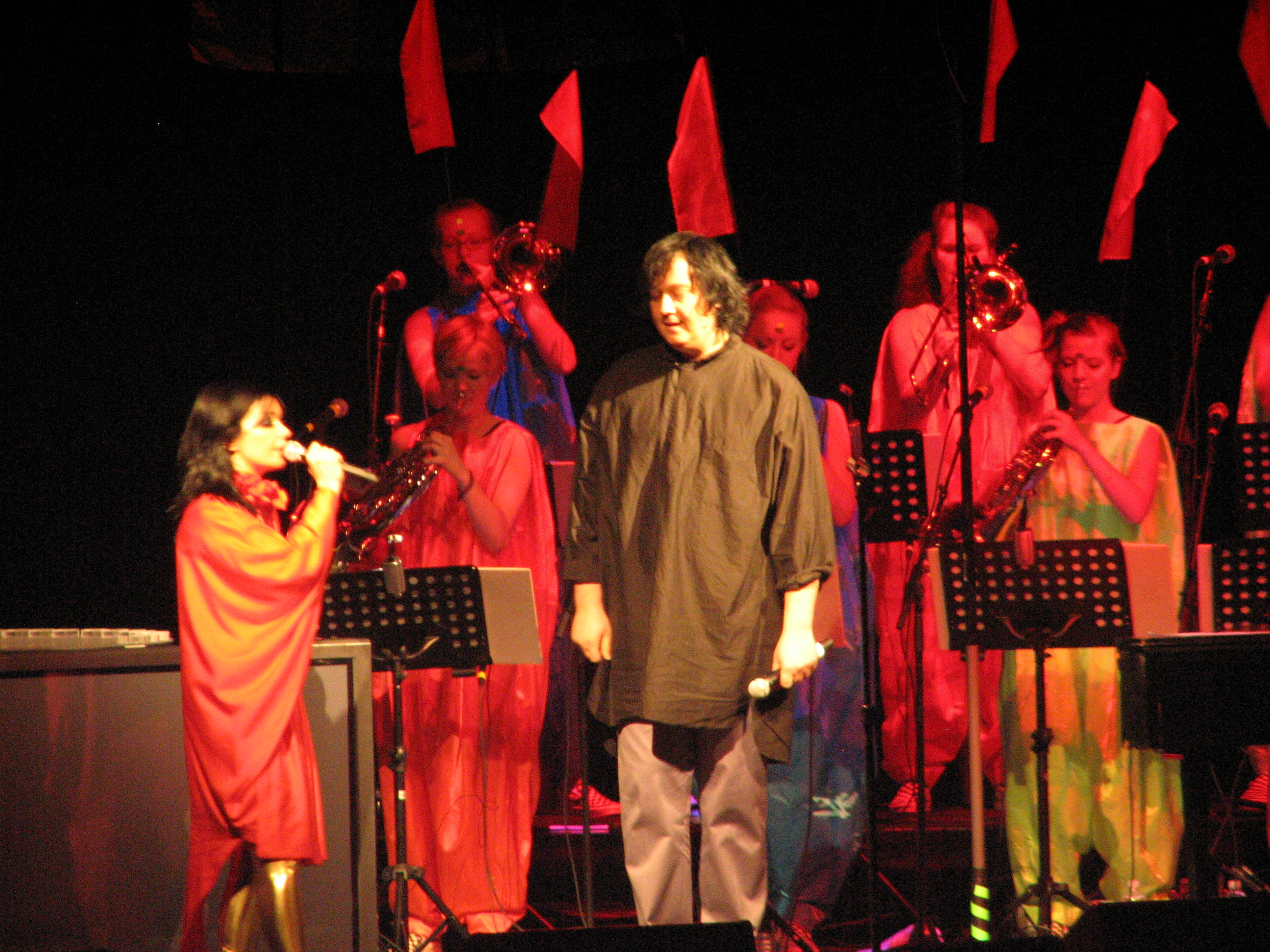
Björk avec Anohni en 2007.

### Albums studio solo
- 1977 : Björk
- 1993 : Debut
- 1995 : Post
- 1997 : Homogenic
- 2001 : Vespertine
- 2004 : Medúlla
- 2007 : Volta
- 2011 : Biophilia
- 2015 : Vulnicura
- 2017 : Utopia
- 2022 : Fossora

### Bandes originales
- 2000 : Selmasongs - bande originale du film Dancer in the Dark
- 2005 : Drawing Restraint 9 - bande originale du film homonyme

## Filmographie
Sauf indication contraire, les informations mentionnées dans cette section peuvent être confirmées par la base de données cinématographiques IMDb,  présente dans la section « Liens externes ».

### Actrice
- 1988 : Glerbrot (téléfilm) de Kristín Jóhannesdóttir
- 1990 : Quand nous étions sorcières (The Juniper Tree) de Nietzchka Keene : Margit
- 1994 : Prêt-à-porter de Robert Altman : un mannequin (caméo non crédité)
- 2000 : Dancer in the Dark de Lars von Trier : Selma Jezkova
- 2005 : Drawing Restraint 9 de Matthew Barney : l'invitée
- 2007 : Anna and the Moods (court métrage d'animation) de Gunnar Karlsson : Anna (voix)
- 2007 : Kyrie Eleison (court métrage) de Lars Lennart Forsberg : voix chantée
- 2022 : The Northman de Robert Eggers : Seeress
- 2023 : Fungi: The Web of Life (documentaire) : la narratrice (voix)

### Compositrice
Ce paragraphe répertorie les films pour lesquels Björk a écrit tout ou partie de la bande originale. Il n'inclut pas les nombreux films qui utilisent des chansons préexistantes (comme c'est le cas dans Léon, par exemple)
- 1989 : Flugþrá (téléfilm) de Friðrik Þór Friðriksson
- 1990 : SSL-25 (court métrage) d'Óskar Jónasson
- 1993 : Les Jeunes Américains (The Young Americans) de Danny Cannon - chanson Play Dead
- 1993 : Sódóma Reykjavík d'Óskar Jónasson - chanson Takk
- 1996 : Anton d'Aage Rais-Nordentoft
- 1999 : Dans la peau de John Malkovich (Being John Malkovich) de Spike Jonze - chanson Amphibian
- 2000 : Dancer in the Dark de Lars von Trier
- 2005 : Drawing Restraint 9 de Matthew Barney
- 2010 : Les Moomins et la chasse à la comète (Muumi ja punainen pyrstötähti) (film d'animation) de Maria Lindberg - chanson The Comet Song

### Intervenante (documentaires)
Björk intervient à des degrés divers dans plusieurs documentaires, traitant notamment de musique et d'art :
- 1982 : Rokk í Reykjavík de Friðrik Þór Friðriksson - sur la scène rock islandaise
- 2000 : Von Trier's 100 Eyes (Von Trier's 100 øjne) de Katia Forbert (en) - sur le film Dancer in the Dark
- 2005 : Looking for a Thrill: An Anthology of Inspiration de Braden King
- 2006 : Glastonbury de Julien Temple - sur le Glastonbury Festival
- 2006 : Coachella de Drew Thomas - sur le Coachella Festival
- 2006 : Matthew Barney: No Restraint d'Alison Chernick (en) - sur Matthew Barney
- 2018 : Why Are We Creative: The Centipede's Dilemma de Hermann Vaske
- 2021 : Why Are We (Not) Creative? de Hermann Vaske
- 2021 : The Sparks Brothers d'Edgar Wright (voix uniquement) - sur le groupe Sparks
- 2023 : Michel Gondry: Do it Yourself! de François Nemeta - sur Michel Gondry
- 2024 : The Best of Me de Heather Landsman - sur Ricardo López, qui a envoyé une bombe à Björk

## Publications
- Um Úrnat frá Björk (1984)
- Post (1995)
- Björk/Björk as a book (2001)
- Live Book (2003)
- Biophilia – Manual Edition (2011)
- Biophilia Live (2012)
- Björk: Archives (2015)
- 34 Scores for Piano, Organ, Harpsichord and Celeste (2017)
- Cornucopia: The Book (2024)

## Distinctions

### Décorations et distinctions honorifiques
- Chevalier de l'ordre du Faucon en 1997 par le président islandais[536].
- Chevalier de l'ordre national du Mérite en 2001 par Jack Lang[537],[538].
- Docteur honoris causa en arts de l'université d'Islande en 2023, pour « son travail dans la musique »

### Récompenses
Björk a reçu de nombreuses récompenses, dont les plus importantes sont les suivantes :
```
* 4 
Brit Awards
 : Meilleure chanteuse étrangère en 
1994
, 
1996
 et 
1998
, meilleure révélation étrangère en 
1994
```

- 1 Humann Prize (2025)
- 4 MTV Video Music Awards (1996, 1998 et deux en 2000)
- 1 MTV Europe Music Award : Meilleure chanteuse en 1995
- 1 Q Award (2005)
- 1 Prix Polar Music (2010)
- 1 Prix d'interprétation féminine du Festival de Cannes en 2000 pour Dancer in the Dark
- 2 Prix du cinéma européen (2000)

### Documentaires
- Bjork: Inner or Deep Part of an Animal or Plant Structure (2004), documentaire réalisé par Ragnheiður Gestsdóttir
- Björk ! (2015), documentaire allemand réalisé par Hannes Rossacher et Tita von Hardenberg[N 4]